# Löderburg

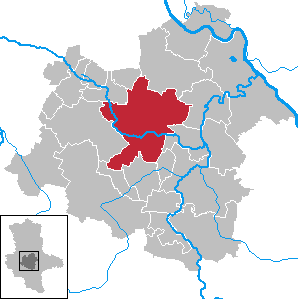
Stadt Staßfurt im Salzlandkreis

Löderburg ist eine Ortschaft der Stadt Staßfurt im Salzlandkreis in der Magdeburger Börde in Sachsen-Anhalt, und mit rund 2200 Einwohnern der größte Ortsteil der Stadt Staßfurt. Löderburg liegt 34 Kilometer südlich von Magdeburg und 58 Kilometer nördlich von Halle. Erstmals urkundlich erwähnt im Jahre 1180, trat Löderburg nie groß in Erscheinung. Der Ort ist bereits seit 1600 eine Gemeinde, als er sich mit Athensleben zusammenschloss. Löderburg wurde bekannt durch den großen Salz- und Kohleabbau in der Region. Der Ort liegt an der Bode und besitzt zwei Übergänge darüber.
Bei Löderburg liegt das Touristenzentrum Am Löderburger See, welches ein bedeutender Freizeitort im Raum Staßfurt und dem Salzlandkreis ist.

## Geografie und Geologie
Löderburg liegt etwa 3,5 km in nordwestlicher Richtung vom Stadtkern und etwa 1 km vom Ortsausgang Staßfurts entfernt. Als Folge des bis in die 1950er Jahre betriebenen Bergbaus entstanden zahlreiche Seen (teilweise mit künstlicher Haltung des Wasserstandes), die das Gesicht des Ortes heute mitprägen. Am Ort verläuft die Bode in Süd-Ost-Richtung. Dieser Fluss entspringt im Harz und mündet bei Nienburg in die Saale. Die Kreisstraße 1303 stellt Verbindungen zur Landesstraße 71 her, die nur etwa 1 km vom Ort entfernt liegt, und in Atzendorf zu den Landesstraßen 70 und 50 führt.
Löderburg liegt an der Bode in der fruchtbaren Magdeburger Börde und ist dadurch umgeben von landwirtschaftlich genutzten Flächen, entlang der Ufer der Bode erstreckt sich ein schmales Waldgebiet. Um Löderburg liegen die Orte Lust und Athensleben im Norden, Neu Staßfurt im Osten, Atzendorf und Förderstedt im Nordosten und Staßfurt im Süden. Alle umliegenden Orte zählen zum Stadtgebiet Staßfurts im Salzlandkreis.

### Nachbarortschaften und -gemeinden

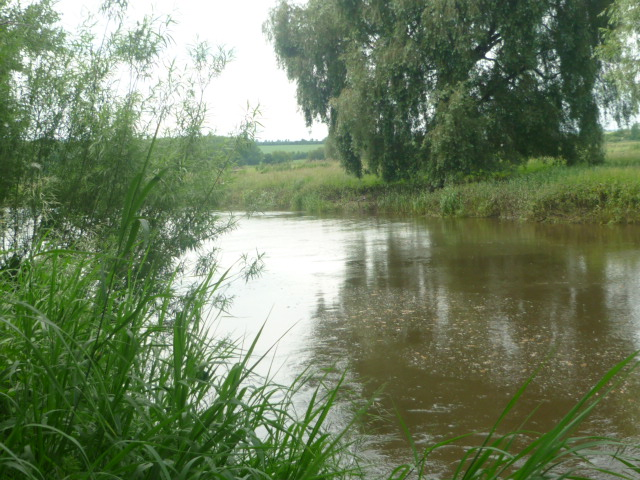
Bode bei Löderburg

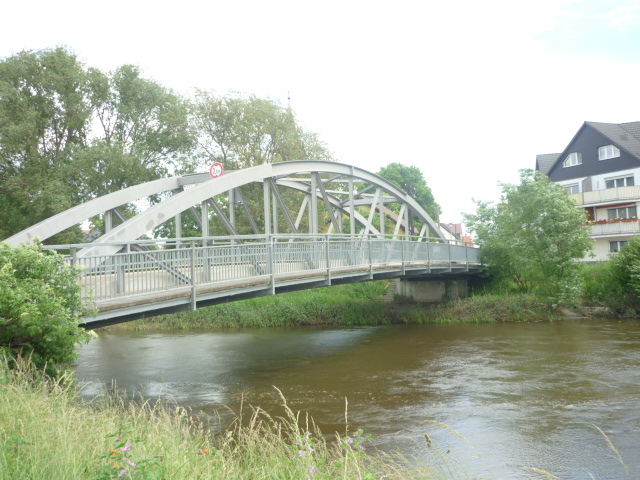
Bodebrücke Löderburg

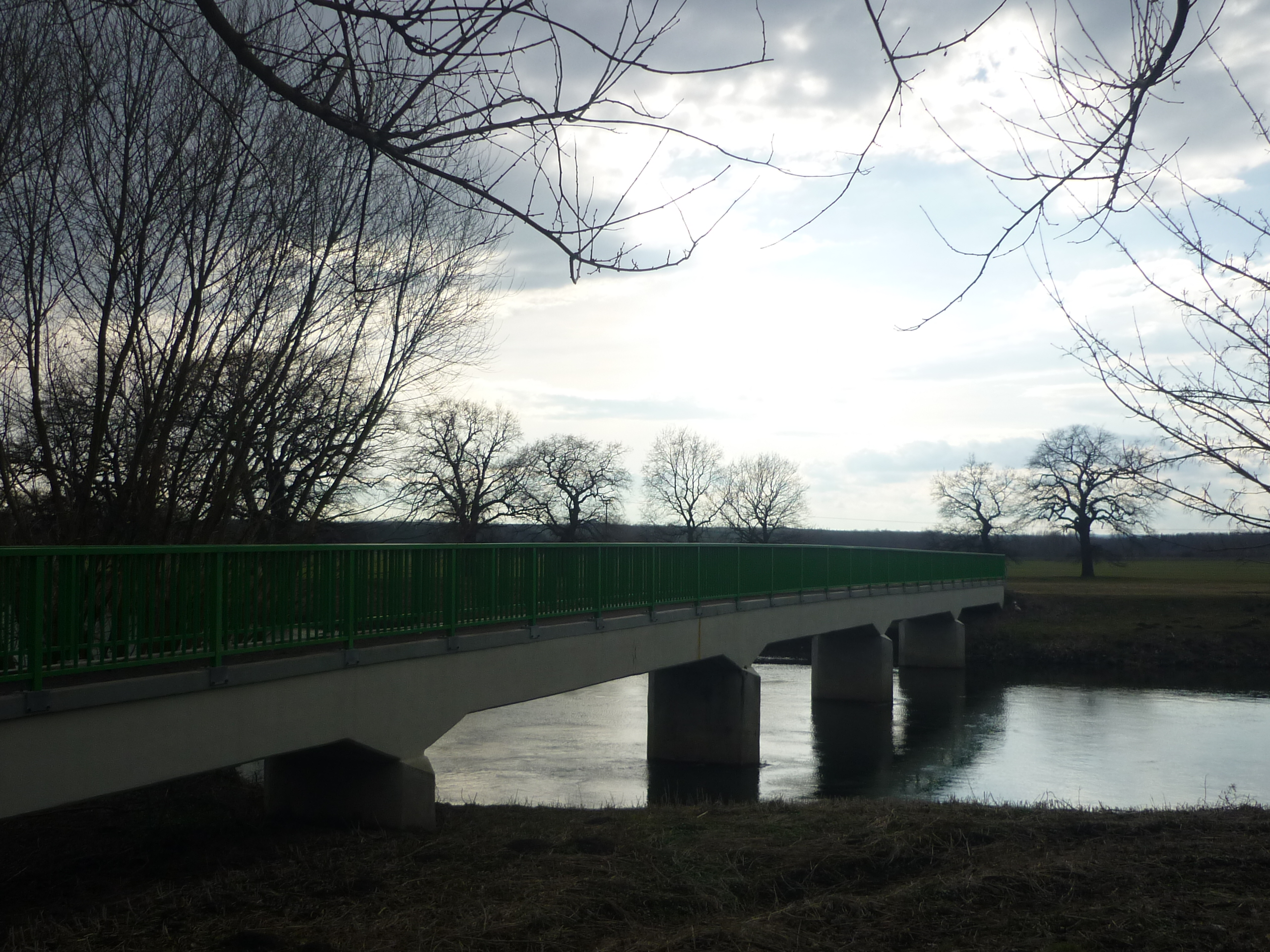
Fußgänger Bodeübergang am Thie

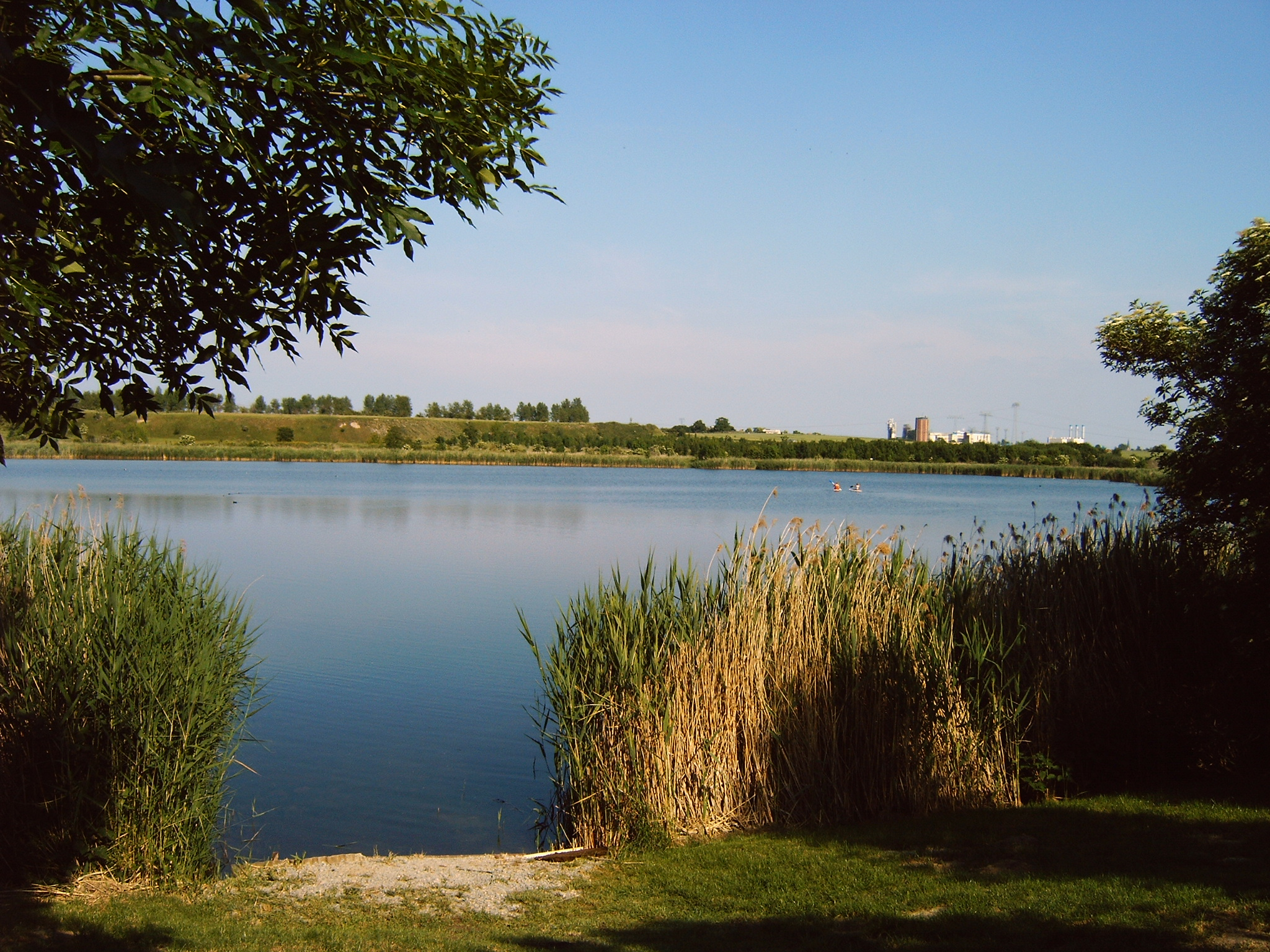
Anglersee Seemann

| Athensleben 3 km   | Lust 2,5 km                                 | Atzendorf 7 km    |
| Groß Börnecke 5 km | Kompassrose, die auf Nachbargemeinden zeigt | Neu Staßfurt 1 km |
| Hecklingen 4 km    | Gänsefurth 1 km                             | Staßfurt 2 km     |

### Wasseranbindungen

#### Flüsse
Löderburg ist unmittelbar östlich des Flusslaufs der Bode gelegen. Die topografische Struktur des Ortes wird durch zwei markante Übergänge über die Bode geprägt: einen Verkehrsübergang in Richtung des Löderburger Sees und einen Fußgängerübergang auf dem Thie. Die Nähe zur Bode war ein entscheidender Faktor für die frühe Besiedlung und die damit verbundene Ortsentwicklung. Darüber hinaus befinden sich in der näheren Umgebung von Löderburg die Wehranlagen Staßfurt-Nord und Rothenförde, die eine wichtige Funktion im Rahmen des regionalen Wasserwirtschaftssystems erfüllen.

#### Seen
Die Landschaft um Löderburg ist durch eine Vielzahl von Seen geprägt, darunter die Laake, der Salzteich, der Kreuzteich und der Seemann. Diese Gewässer entstanden durch die natürliche Flutung ehemaliger Tagebaugruben nach deren Stilllegung. Der Löderburger See wurde zu einem regionalen Tourismuszentrum ausgebaut und bietet umfangreiche Freizeitmöglichkeiten. Die übrigen Seen dienen primär als Angelgewässer und tragen zur lokalen Biodiversität bei. Gemeinsam ist allen Gewässern, dass sie reine Süßwasserseen sind, was auf den ausschließlichen Abbau von Kohle in den umliegenden Gruben zurückzuführen ist.

### Klima
Der durchschnittliche Jahresniederschlag Löderburgs liegt bei etwa 600 mm. Gemessen am gesamtdeutschen Durchschnitt gilt das als niedrig; trotz häufiger Regentage fallen die Niederschlagsmengen gering aus, dies tritt daher auf, da der Ort noch im Regenschatten des Harzes liegt. Gemessen an der Niederschlagsmenge sind die trockensten Monate April und Oktober, niederschlagsreichste Monate sind Juli und Dezember. Die wärmsten Monate sind Juli und August, die kühlste Monate sind laut Statistik Januar und Dezember, mit 5,8 Stunden zeigen sich die meisten Sonnenstunden im Juni, der Durchschnitt liegt bei etwa 3,6 Stunden pro Tag.

#### Klimadiagramm Löderburgs
Löderburg ist durch ein gemäßigtes Klima gekennzeichnet, das sich durch ausgeprägte saisonale Veränderungen auszeichnet. Die Winter sind typischerweise kühl, während die Sommermonate mit warmen Temperaturen aufwarten. Die Übergangsjahreszeiten, Frühling und Herbst, präsentieren sich mit milden Temperaturen, was zur ganzjährigen Attraktivität der Region beiträgt.
|                       | Jan | Feb | Mär | Apr | Mai  | Jun  | Jul  | Aug  | Sep  | Okt | Nov | Dez |   |      |
| Mittl. Tagesmax. (°C) | 3   | 4   | 8   | 13  | 18   | 20   | 22   | 22   | 18   | 13  | 7   | 3   | ⌀ | 12,6 |
| Mittl. Tagesmin. (°C) | −2  | −1  | 1   | 4   | 8    | 11   | 13   | 14   | 10   | 6   | 2   | −1  | ⌀ | 5,5  |
|                       |     |     |     |     |      |      |      |      |      |     |     |     |   |      |
| Sonnenstunden (h/d)   | 1,8 | 2,4 | 3,5 | 4,2 | 5,4  | 5,8  | 5,3  | 4,9  | 4,2  | 2,7 | 1,6 | 1,5 | ⌀ | 3,6  |
|                       |     |     |     |     |      |      |      |      |      |     |     |     |   |      |
| Regentage (d)         | 25  | 21  | 23  | 21  | 21   | 22   | 24   | 22   | 21   | 21  | 24  | 26  | Σ | 271  |
|                       |     |     |     |     |      |      |      |      |      |     |     |     |   |      |
| Wassertemperatur (°C) | 0   | 0   | 0   | 0   | 18,5 | 20,4 | 23,4 | 25,4 | 22,7 | 0   | 0   | 0   | ⌀ | 9,3  |

| −2 |

| −1 |

| 1 |

| 4 |

| 8 |

| 11 |

| 13 |

| 14 |

| 10 |

| 6 |

| 2 |

| −1 |

| −2 |

| −1 |

| 1 |

| 4 |

| 8 |

| 11 |

| 13 |

| 14 |

| 10 |

| 6 |

| 2 |

| −1 |

## Geschichte

Die Provinz Sachsen in Preußen 1815–1945

### Von der ersten urkundlichen Erwähnung bis zur Neuzeit
1180 n. Chr. wurde Löderburg erstmals urkundlich erwähnt; zu diesem Zeitpunkt wurde auch die Ludwigsburg bei Löderburg errichtet, welche auch späterer Namensgeber des Ortes war; zudem besaß der Ort eine Kirche und ein Pfarrhaus.
Die Familie von Freckleben war eine Ministerialenfamilie, die sich auch in Löderburg niederließ. Erste namentliche Erwähnungen des Adelsgeschlechts reichen bis ins Jahr 1120, als Milo von Freckleben und 1125 Otto von Freckleben urkundlich auftreten. Sie besaßen Ländereien in den Stiftslanden Quedlinburg, Magdeburg und Halberstadt, mit Löderburg als einem ihrer Stammsitze. 1436 starb das Geschlecht der von Freckleben auf Plötzkau aus. Ihr Wappen zeigte auf einem schwarzen Schild zwei goldene Pfähle.
Zwischen 1171 und 1176 soll Bernhard III. (Sachsen) die Vogtei in Löderburg („Luderburg“) von der Untervogtei und bestätigt sie dem Kloster Unser Lieben Frauen zu Magdeburg.
Um 1600 übernahm Löderburg die Verwaltung von Athensleben, das zu dieser Zeit ein kleiner Ort von Fischern und Kaufleuten war. Dies führte später zu einem Zusammenschluss der Orte und somit zu einem gemeinsamen Ortsherren. Nach dem Dreißigjährigen Krieg wohnten ca. 46 steuerpflichtige Personen und deren Familien in Löderburg, die zu großen Teilen aus Bauern und Handwerkern bestanden. Zu dieser Zeit gab es nur wenige Verbindungen zu anderen Orten, da das Gebiet von großen Sümpfen umgeben war. 1726 und 1748 brachen Großbrände in Löderburg aus, die auf mehrere Gebäude und sogar die evangelische Kirche der Gemeinde übergriffen, es wurde aber niemand getötet.
Am 5. Mai 1809 zog Ferdinand von Schill, auf dem Weg von Dessau nach Dodendorf bei Magdeburg, mit seiner Abteilung der Magdeburger Garnison durch Löderburg. Dort begann dann die Schlacht bei Dodendorf. Voller Tatendrang schloss sich Schill der Löderburger Bürger Heyer an, der von da an nicht mehr nach Löderburg zurückkehrte. Heyer ist der heutige Namensgeber für die Heyerstraße am Thie in Löderburg. 1815 gehörte Löderburg zur Preußischen Provinz Sachsen, die in direkter Nähe eine Grenze des Gebiets zur Provinz Anhalt hatte. 1861 lebten in Löderburg bereits 852 Einwohner.
1877 wurde der Ortsteil Thie über einen Damm geographisch und politisch mit Löderburg verbunden, was dazu führte, dass Löderburg die erste Dorfschule bekam, die sich am Thie befand.
1848 begann der Bau des ersten Braunkohlenwerks in Löderburg; zu diesem Zeitpunkt lebten hier etwa 1.050 Einwohner im Ort. Nach dem großen Aufschwung durch die Salz Schächte und der Pottaschefabrik wuchs die Einwohnerzahl von Löderburg sehr schnell, im Jahr 1880 waren es bereits 1918 Einwohner, durch den großen Einwohnerzuwachs wurde dann die erste Freiwillige Feuerwehr in Löderburg von Alexander von Boremsky gegründet. Und im Jahr 1900 wuchs die Einwohnerzahl auf 5.500 Personen. Der Aufschwung brachte auch infrastrukturelle Vorteile, es wurde die erste richtige Schule der Gemeinde gebaut, eine Gemeindeverwaltung errichtet und ein Gasthof in Löderburg gegründet. Doch nach der Schließung der Salzbergwerke und Kohlegruben ging die Einwohnerzahl wieder etwas zurück, im Jahr 1926 waren es dann nur noch 4200 Einwohner und 3.785 Einwohner im Jahr 1928. 1885 begann der Bau der ersten festen Straßen in Löderburg und 1900 gab es eine Verbindung an die nach Staßfurt führende Staßfurter Straßenbahn, der Betrieb wurde allerdings 1957 wieder eingestellt.
1925–1926 war Löderburg ein Dorf im Landkreis Calbe (Sachsen-Anhalt) mit etwa 4.200 Einwohnern, 450 Häusern und einer Flurgröße von 300 ha. Zu den Ortsteilen gehörten Thie, Dorf, Kolonie, Neu-Staßfurt, das Salzwerk und das Domänenvorwerk Löderburg. Thie und Marbe waren bereits mit dem Dorf verbunden. Löderburg hatte ein Postamt, eine Fernmeldestelle, eine Braunkohlegrube und eine Mühle. Eine elektrische Kleinbahn verband den Ort über Staßfurt mit Hecklingen. Zudem gab es eine evangelische und eine katholische Kirche. Die Verwaltung erfolgte über das Amtsgericht Staßfurt und das Standesamt Löderburg.
Während des Zweiten Weltkriegs wurde in einem Kampfstoffwerk in Löderburg Arsinöl auch A-Öl produziert. Es diente der Senkung des Gefrierpunkts von Schwefellost. Nach dem Krieg wurden etwa 7500 t Arsinöl von den Alliierten in der Ostsee, Nordsee und der Biskaya versenkt.

### Löderburg nach 1945
1945 wurden im Braunkohletagebau bei Löderburg aufgrund der Kohleknappheit immer weitere Möglichkeiten zum Kohleabbau entwickelt; dieser Standort war dabei bedeutend, als zum Beispiel Schüttelrutschen und Transportbänder erstmals eingesetzt wurden und bereits um 1939 genutzt wurden, außerdem begann hier die Einführung des Kurzstrebbruchbaues (1944) und des ersten Steigkettenförderers der DDR im Kurzstreb (1951). 1952 wurde der Tagebau wegen zu geringer Abgaben geschlossen. Infolge eines Grubenunglücks im Jahr 1935 wurde zum Gedenken an die Grubenarbeiter ein Holz-Kreuz errichtet, doch nach einigen Jahren zerfiel es und am 26. April 2004 wurde ein neues 7,5 m hohes Stahlkreuz am Ortsausgang Richtung Lust errichtet. Nach der Schließung entstanden in den Gruben Seen, die heute als Anglerseen genutzt werden; der größte See ist der Löderburger See der etwa 400 m außerhalb von Löderburg liegt und als Badesee genutzt wird.
Am 20. Juli 1950 wurde die bis dahin eigenständige Gemeinde Athensleben eingegliedert.
Infolge der DDR-Zeit entstanden in Löderburg neue infrastrukturelle Orte, wie das Großwohngebiet mit den für die DDR typischen Plattenbauten, der Sportplatz, eine Kindertagesstätte bzw. ein Schulhort, eine Kaufhalle, die noch heute steht, aber vom direkt daneben errichteten NP-Markt ersetzt wurde, und eine Sekundarschule, die heute als Wohnblock genutzt wird, und ein Bürgerhaus, welches zusätzlich als Schießübungscenter des Schützenvereins, sowie als Wahlort für Kommunal-, Landes- und Bundeswahlen genutzt wird. Im Zuge einer Gebietsreform in Sachsen-Anhalt verlor Löderburg am 1. März 2003 seinen Status als eigenständige Gemeinde und ist seitdem ein Ortsteil der Stadt Staßfurt. Zur früheren Gemeinde Löderburg gehörten auch die Ortschaften Athensleben, Lust und Rothenförde, die aber weiterhin das Wappen von Löderburg führen. Ab 2007 lief das umfangreiche Sanierungsprogramm des Landes Sachsen-Anhalt Stark-III in Löderburg, in dem alle Straßen des Kernortes neu saniert wurden, sowie eine Förderung von privaten Fassadensanierungen gestellt wurde. Seit 2017 fanden umfangreiche Erneuerungen der im Kernort vorliegenden DSL-Leitungen statt, welche durch sogenannte Glasfaser-Breitbandleitungen, durch das Tochterunternehmen GlasCom des regionalen Erdgas- und Stromanbieters EMS, ersetzt werden.

### Zeittafel
(Quellen: )
- Im Jahre 1180 wurde der Ort Luderdeborch in einem Kirchenprotokoll das erste Mal erwähnt.
- Im 15. Jahrhundert gehört der Ort zum Erzstift Magdeburg.
- 1645 wird in Lödderdeburg erstmalig die Schule in einem Dokument der Kirche erwähnt.
- 1685 leben in Lödderburgk  etwa 250 Einwohner.
- 1726 und 1748 verwüsteten große Brände den Ort. Der Brand am 26. März 1726 vernichtete u. a. auf dem Thie 5 Häuser.
- 1808 gehört Löderburg mit Alt-Staßfurt, Atzendorf, Athensleben und Rothenförde zum Canton Staßfurt im Königreich Westphalen.
- Am 5. Mai 1809 Durchzug von Ferdinand von Schills Freikorps. Die Soldaten lagerten hinter dem Thie.
- 1848 begann man mit dem Abbau der Braunkohle auf dem Gelände der ehemaligen Pottasche. Der 1. Kohlenschacht in Löderburg ist Königlich Staatlich.
- Von 1865 bis 1867 wird die evangelische Kirche gebaut und 1867 eingeweiht.
- 1865 wird der Friedhof in der Staßfurter Str. zum ersten Mal belegt.
- 1872 kauft das Salzwerk Neustaßfurt von Bennecke & Heckert 13 ha für das Wohngebiet Kolonie.
- Am 2. Januar 1873 wird für den Agathe Schacht der 1. Spatenstich gemacht.
- 1873 wird der Thiedamm errichtet und mit Bäumen bepflanzt.
- Von 1882 bis 1903 wurden die Mehrfamilienhäuser, Betriebswohnungen für die Bergleute und Angestellten gebaut.
- 1883 wird der Nebenschacht Hammacher geteuft. Die Förderung begann 1888.
- Am 1. April 1885 wird die Freiwillige Feuerwehr durch Alexander von Boremsky gegründet.
- 1885 bis 1887 erhält der Ort  Straßenpflaster.
- 1890 wird das Schulgebäude 1 eingeweiht.
- 1892  erstes Postamt in der Langenstraße15 (Kaiserliche Post).
- 1893 wird Kohlenschacht 3, später Schacht Freundschaft geteuft.
- 1893 eröffnet Dr. Wilhelm Rühle die erste Arztpraxis in Löderburg.
- 1893 wird das Schulgebäude 2 eingeweiht und die Thieschule wird geschlossen.
- 1899 wird Löderburg durch eine elektrische Kleinbahn mit Staßfurt verbunden.
- 1901 eröffnet die erste Apotheke in Löderburg.
- 1901 wird der erste elektrische Lichtanschluss verlegt.
- 1902 wird die katholische Kirche eingeweiht.
- 1910 wird der Fußballverein FC Bode gegründet.
- 1911 wird die erste Gasleitung verlegt.
- 1912 die Schächte Agathe, Hammacher sowie 2, 3, werden geschlossen.
- Am 11. Mai 1912 Gründung des Kaninchenvereins in Löderburg.
- 1917 der Friedhof wird um 6450 Quadratmeter vergrößert.
- Am 6. August 1922 wird das Kriegerdenkmal 1. Weltkrieg auf dem Friedhof eingeweiht. Auf der Inschrift waren die Worte von Schiller zu lesen „Was ist unschuldig, heilig, menschlich, gut, wenn es der Kampf nicht ist ums Vaterland!“
- 1922 wird der Schützenverein gegründet.
- 1925 wird der Thie – Schacht geteuft
- Am 28. Februar 1925 wird der Geflügelverein gegründet.
- 1926 wird der Thiesportplatz eingerichtet.
- 1926 wird die Trinkwasserleitung verlegt und es entstehen die Wassertürme in Löderburg, und Athensleben.
- 1928 herrschte Wohnungsnot, es werden von der Gemeinde auf dem Thie, Marbe Str. 5 zwei Wohnbaracken errichtet.
- 1933 gründete sich in Löderburg der Sportfischerverein.
- Am 26. April 1935 ereignet sich auf dem Löderburger Kohlenschacht ein Grubenunglück, bei dem 7 Bergleute das Leben verlieren.
- 1935 kauft die Gemeinde Land von der Kirche um den Friedhof zu vergrößern.
- 1938 bricht das Laakekohlefeld bis an die Häuser Thie und Neustaßfurter Str. Abbruchkante ca. 5–8 m. Es entsteht eine Mülldeponie, die 1990 geschlossen wird.
- 1940 wird auf dem Adolf Hitlerplatz ein Bunker für die Schulkinder gebaut, er kann 300 Personen aufnehmen, ebenso wurde der Keller der Gemeindeschenke „Jakob Ruda“ als Luftschutzbunker ausgebaut.
- 1942 wir im Schützenhaus Gänsefurther Str. ein Gefangenenlager für russische Kriegsgefangene eingerichtet.
- 1943 stellt Schacht 7 die Förderung ein. Der Schacht wird durch die Nazis zum Flugzeugmotorenbau bis 1945 benutzt.
- 1944 wird zwischen den Schächten 7 und 6 ein Konzentrationslager für 500 Personen als Nebenlager von Buchenwald gebaut.
- Am 12. April 1945 ziehen die Amerikaner in Löderburg ein.
- Am 1. Juli 1945 ziehen die Russen in Löderburg ein.
- 1945 bis 1949 wird durch die Bodenreform 285.653 Hektar Land an die Bevölkerung verteilt.
- 1949 wird der Sportverein SV Bode 90 gegründet.
- 1953 schließt der Löderburger Kohlenschacht (Freundschaft).
- 1957 fährt die Straßenbahn das letzte Mal, der Busverkehr beginnt bereits 1956.
- Am 9. September 1958 gründet sich die LPG Typ 1 „Wilhelm Pieck“.
- 1962 schließen sich die LPG Löderburg, Atzendorf und Förderstedt zur LPG „Sieg des Sozialismus“ zusammen.
- 1960 wird das Gebiet zwischen Karlstraße und Gänsefurther Straße erschlossen. Es entsteht ein Neubaugebiet mit 670 Wohnungen in Plattenbauten.
- 1962 wird in dem Wohngebiet ein Sportplatz mit Gaststätte gebaut.
- 1965 wird die Grundorganisation des DRK in Löderburg gegründet
- 1970 wird der Kindergarten im Neubaugebiet eingeweiht.
- 1970 wird die Sekundarschule eingeweiht.
- 1977 am 16. Juni wird das am Tagebau errichtete Naherholungszentrum „NEZ“ eingeweiht.
- 1976 schließ das Kino und wird mit der Gaststätte „Weißer Löwe“ abgerissen.
- 1989 wird die Brücke zum Tagebau das eingeweiht. Erbauer RMB Rationalisierungsmittelbau Pottasche Neustaßfurt.
- 1992 wird mit dem Bau der zentralen Entwässerung in Löderburg begonnen.
- 1992 entsteht die Siedlung am Wasserturm, 54 Häuser werden gebaut.
- 1994 bekommt Löderburg eine Erdgas Versorgung.
- Am 26. April 1995 Gründung des Feuerwehrvereins „Feuerwehr Löderburg 1885“.
- Am 2. Mai 1996 wird der NP-Markt eingeweiht.
- Am 13. Dezember 1996 wird eine neue Sparkasse in der Hermann Kasten Str. eingeweiht.
- Am 27. Juni 1997 wird das neue Feuerwehrhaus der Feuerwehr eingeweiht.
- 1998 wird das „Blaue Wunder“ abgebaut und durch eine neue Bogenbrücke ersetzt. Erbauer „Stahlbau Neustaßfurt“.
- Im Mai 1998 gründet sich der Heimat und Kultur Verein.
- Am 12. August 1999 wurde der restaurierte Löderburger Wasserturm eingeweiht.
- Am 6. Juli 2000 wird eine neue Mehrzweck-Turnhalle eingeweiht.
- 2001 Beginn mit dem Bau der Wohnsiedlung am Sportplatz der „Friedrich Wolf Siedlung“.
- 2001 wird auf dem Friedhof eine grüne Wiese eingerichtet (anonyme Urnenbestattung).
- 2003 wird der Goldbach zum Schützwehr nach Staßfurt verlegt.
- 2003 wird die Sekundarschule geschlossen.
- Am 1. März 2003 wird Löderburg nach dem Bürgerentscheid zur Stadt Staßfurt eingemeindet und verliert seine Selbständigkeit.
- Am 26. April 2004 wird das Kreuz für die verunglückten Bergleute wieder feierlich errichtet.
- 2004 wird der umgestaltete Dorfplatz eingeweiht.
- 2005 werden die Häuser zwischen Laake und Seemann bis zum Kohlenschacht gebaut.
- 2006 wird der Schulhof der Grundschule und das Umfeld neugestaltet.
- 2006 werden auf dem Gelände des blauen Hofes Häuser gebaut, ebenso auf dem Pachthof.
- 2006 wird die Bebauungslücke zum Kohlenschacht mit Häusern geschlossen.
- 2007 im Neubaugebiet werden zwei Blöcke am Sportplatz abgerissen.
- 2008 wird die alte Feuerwehr Pachthof abgerissen.
- 2008 bekommt die Thiebrücke ein neues Geländer.

### Namensentwicklung
Die historische Genese des Ortsnamens Löderburg ist eng mit der Ludwigsburg verbunden, einer ehemals bedeutenden Burganlage, von der aus der Adlige Ludwig die umliegenden Ländereien verwaltete. Diese Verbindung zwischen dem Namen des Adligen und der Burg bildete die Grundlage für die spätere Ortsbezeichnung. Im Laufe der Jahrhunderte unterlag die Schreibweise des Ortsnamens verschiedenen Veränderungen, die sich an den jeweiligen sprachlichen Entwicklungen und insbesondere an den Normen der deutschen Neuschreibweise orientierten. Dokumentiert sind unter anderem folgende historische Varianten:
- 1170: Luderdeborch
- 1180: Luderdeburg
- 1658: Lödderburgk, Loderdeburgk, Loderburg, Loederburg
- Seit ca. 1700: Löderburg

Diese Veränderungen spiegeln die phonetischen und orthografischen Wandlungen wider, die die deutsche Sprache im Laufe der Zeit durchlaufen hat. Die heutige Form „Löderburg“ stellt somit das Resultat einer langen sprachlichen Entwicklung dar.

### Einwohnerentwicklung
Die demografische Entwicklung Löderburgs ist eng mit den prägenden historischen Ereignissen der Region verknüpft. Insbesondere der signifikante Anstieg der Bevölkerungszahlen zu Beginn des 20. Jahrhunderts lässt sich auf die Expansion der lokalen Bergbauindustrie zurückführen. Die damit verbundene Schaffung von Arbeitsplätzen und der resultierende wirtschaftliche Aufschwung zogen zahlreiche Arbeitskräfte und deren Familien in die Region. Der nachfolgende Rückgang der Bevölkerung korreliert unmittelbar mit der Stilllegung der Bergwerke und Tagebaue. Der Wegfall dieser industriellen Basis führte zu einem Abzug von Arbeitskräften und Familien, was eine deutliche demografische Veränderung zur Folge hatte. Es ist daher evident, dass die Bevölkerungsentwicklung Löderburgs in hohem Maße von den industriellen und wirtschaftlichen Rahmenbedingungen der jeweiligen Epochen determiniert wurde.

#### Einwohnerentwicklung Löderburgs (tabellarisch)
| Jahr | Einwohner |
| ---- | --------- |
| 1817 | 493       |
| 1820 | 467       |
| 1822 | 481       |
| 1825 | 484       |
| 1828 | 521       |
| 1831 | 520       |
| 1834 | 543       |

| Jahr | Einwohner |
| ---- | --------- |
| 1837 | 553       |
| 1840 | 593       |
| 1843 | 592       |
| 1846 | 611       |
| 1849 | 643       |
| 1852 | 709       |
| 1855 | 720       |

| Jahr | Einwohner |
| ---- | --------- |
| 1858 | 766       |
| 1861 | 852       |
| 1864 | 1004      |
| 1867 | 1050      |
| 1871 | 1285      |
| 1875 | 1526      |
| 1880 | 1918      |

| Jahr | Einwohner |
| ---- | --------- |
| 1900 | 5500      |
| 1910 | 4603      |
| 1925 | 3880      |
| 1927 | 3825      |
| 1928 | 3785      |
| 1930 | 3876      |
| 1933 | 3490      |

| Jahr | Einwohner |
| ---- | --------- |
| 1939 | 3262      |
| 1964 | 4968      |
| 2011 | 2570      |
| 2018 | 2896      |
| 2021 | 2274      |
| 2022 | 2278      |
| 2024 | 2232      |

## Wirtschaft und Infrastruktur

### Öffentliche Einrichtungen

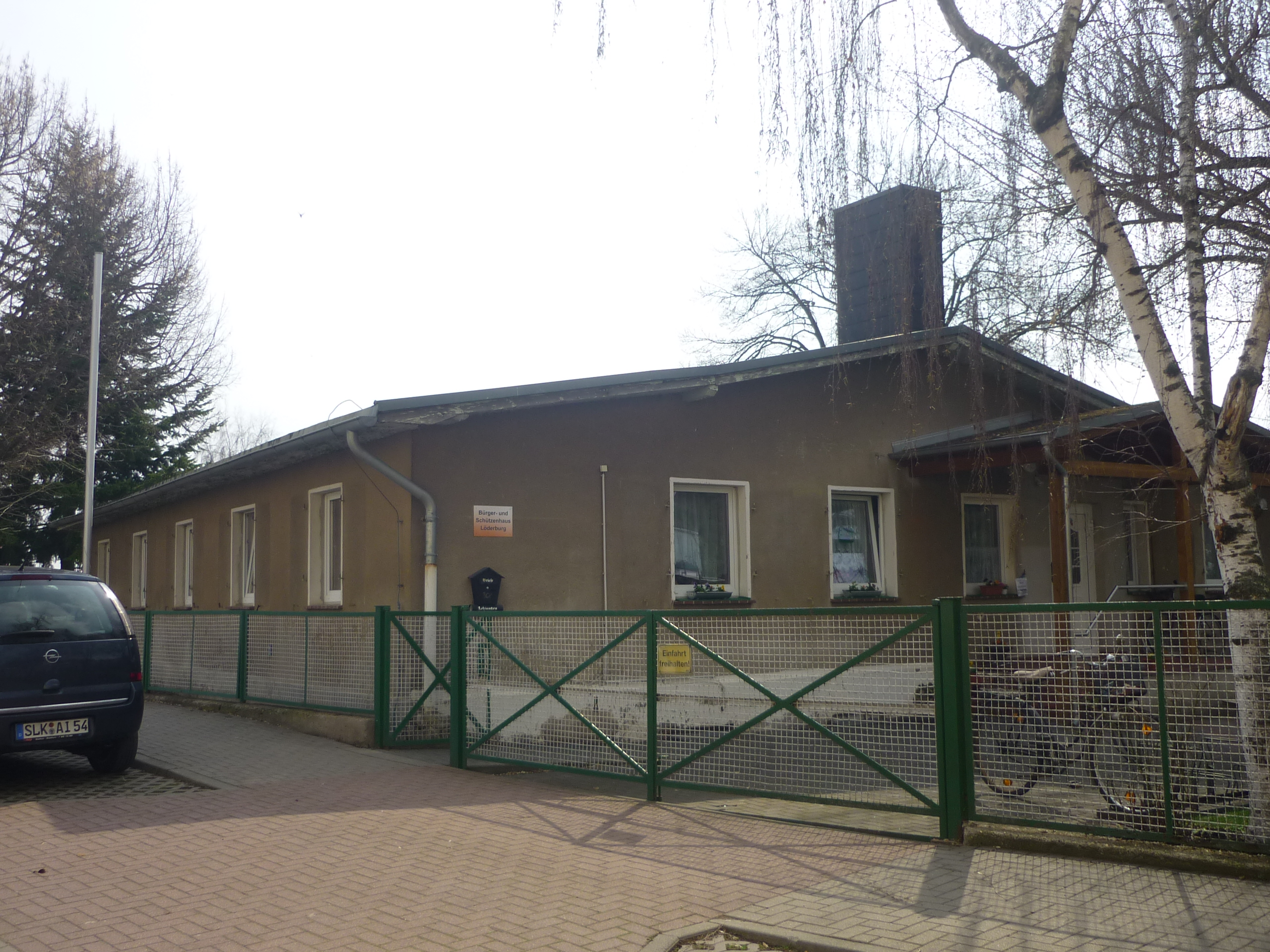
Das Bürger- und Schützenhaus Löderburg

Zu den öffentlichen Einrichtungen Löderburgs zählen neben der Gemeindeverwaltung und der Feuerwehr das Bürger- und Schützenhaus Löderburg, dass als Veranstaltungsort für Großveranstaltungen und private Feierlichkeiten dient und zugleich als eines der Wahllokale der Gemeinde fungiert. Darüber hinaus ist die örtliche Grundschule eine weitere wichtige öffentliche Einrichtung, die ebenfalls als Wahllokal genutzt wird.

#### Jugend- und Bildungseinrichtungen
Der Ort verfügt über diverse Bildungs- und Jugendstätten wie zum Beispiel:
Bildungsstätten: Grundschule Löderburg (GSL)
Kita/Hort: Kindertagesstätte Zwergenland
Jugend-Center: Kinder- und Jugendzentrum Löderburg

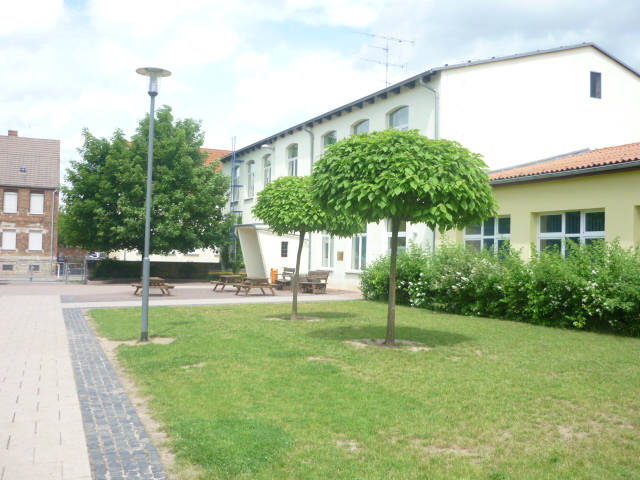
Grundschule Löderburg Haus 1
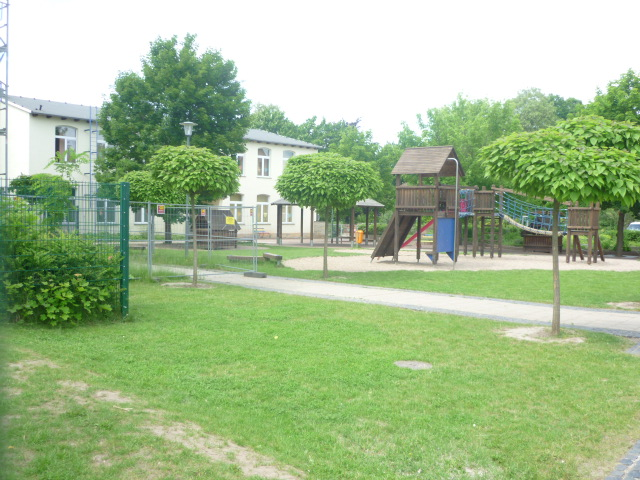
Grundschule Löderburg Haus 2 und Schulhof
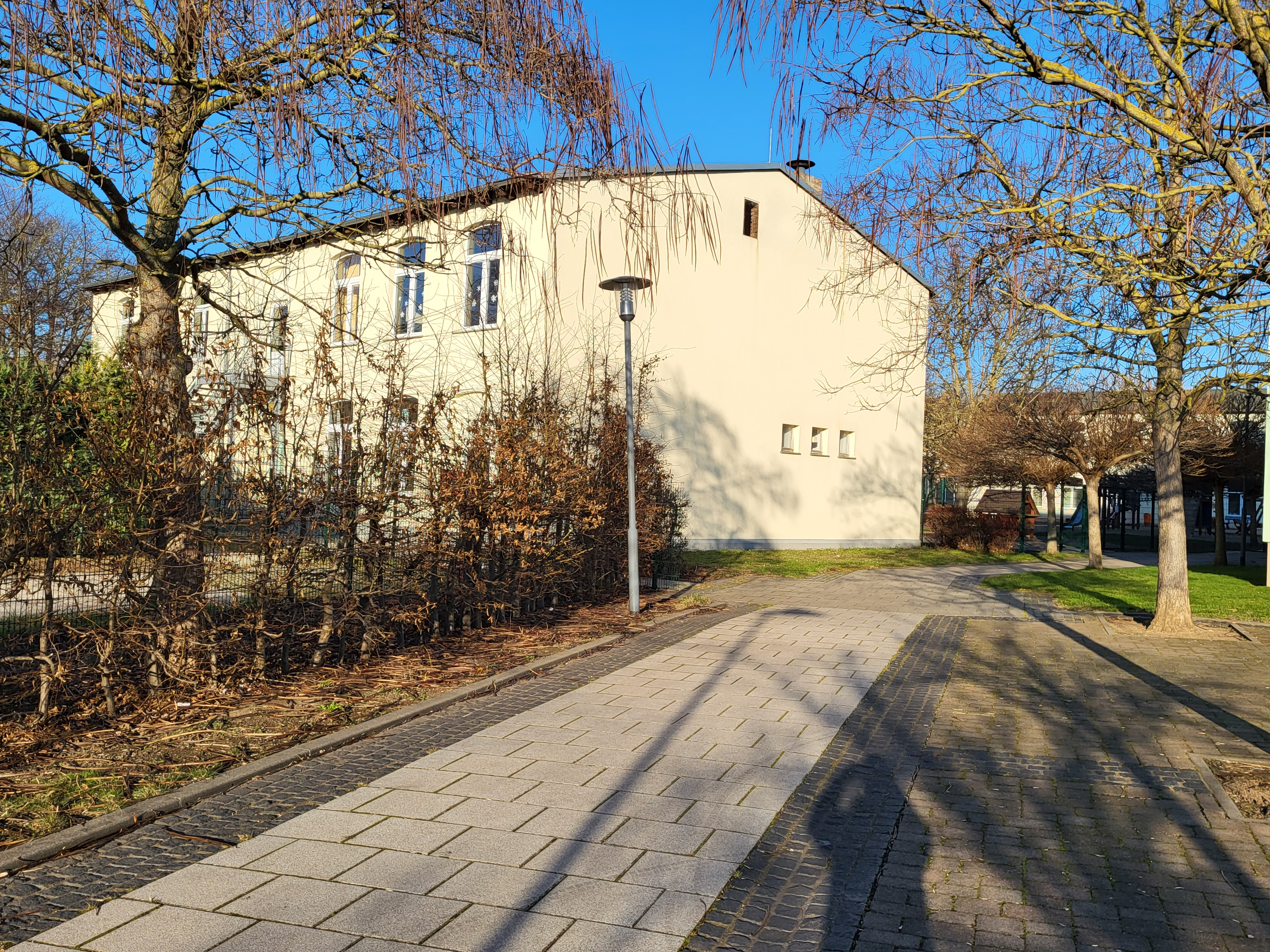
Grundschule Löderburg Haus 2
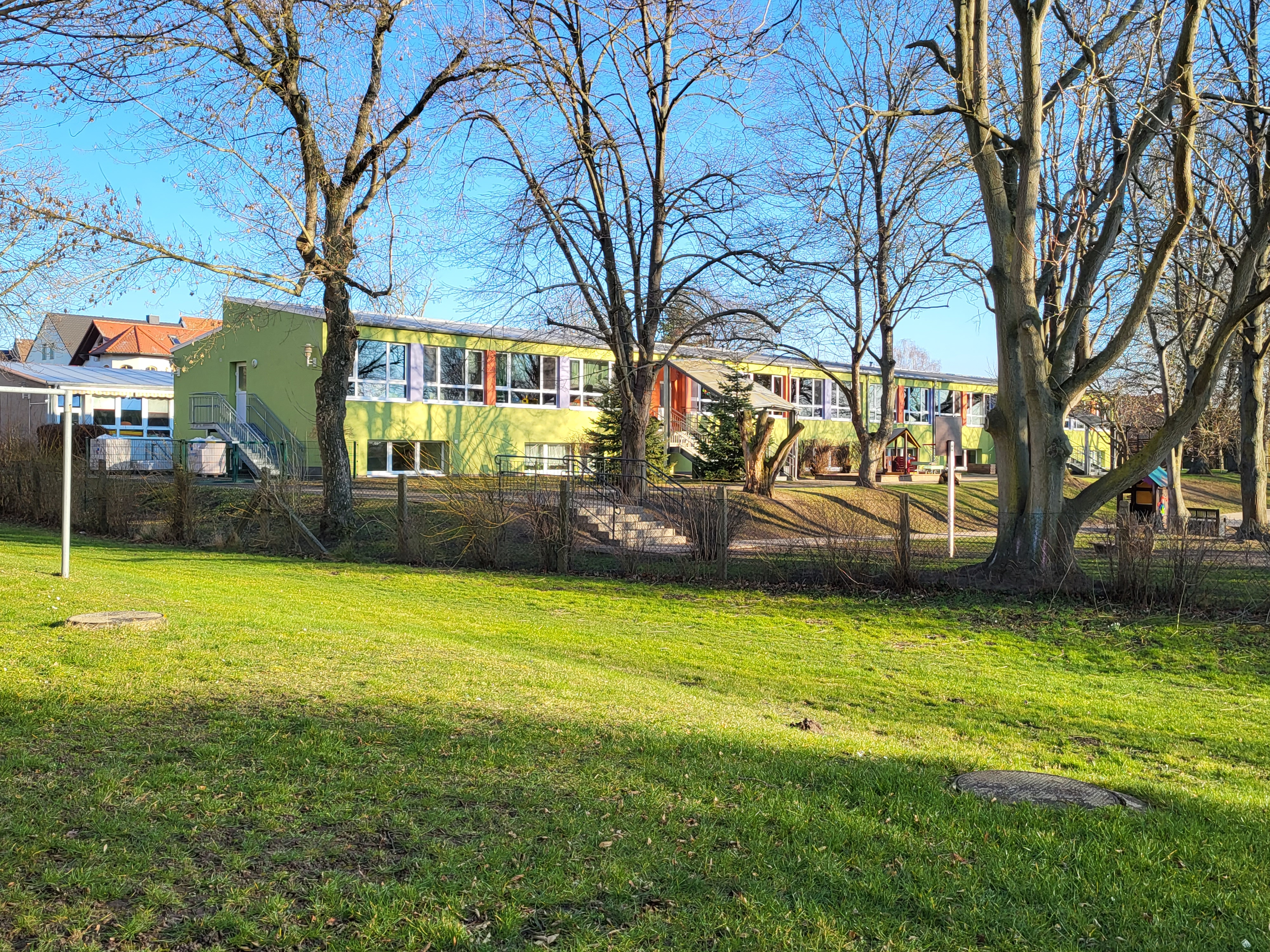
Kinderkombination Löderburg
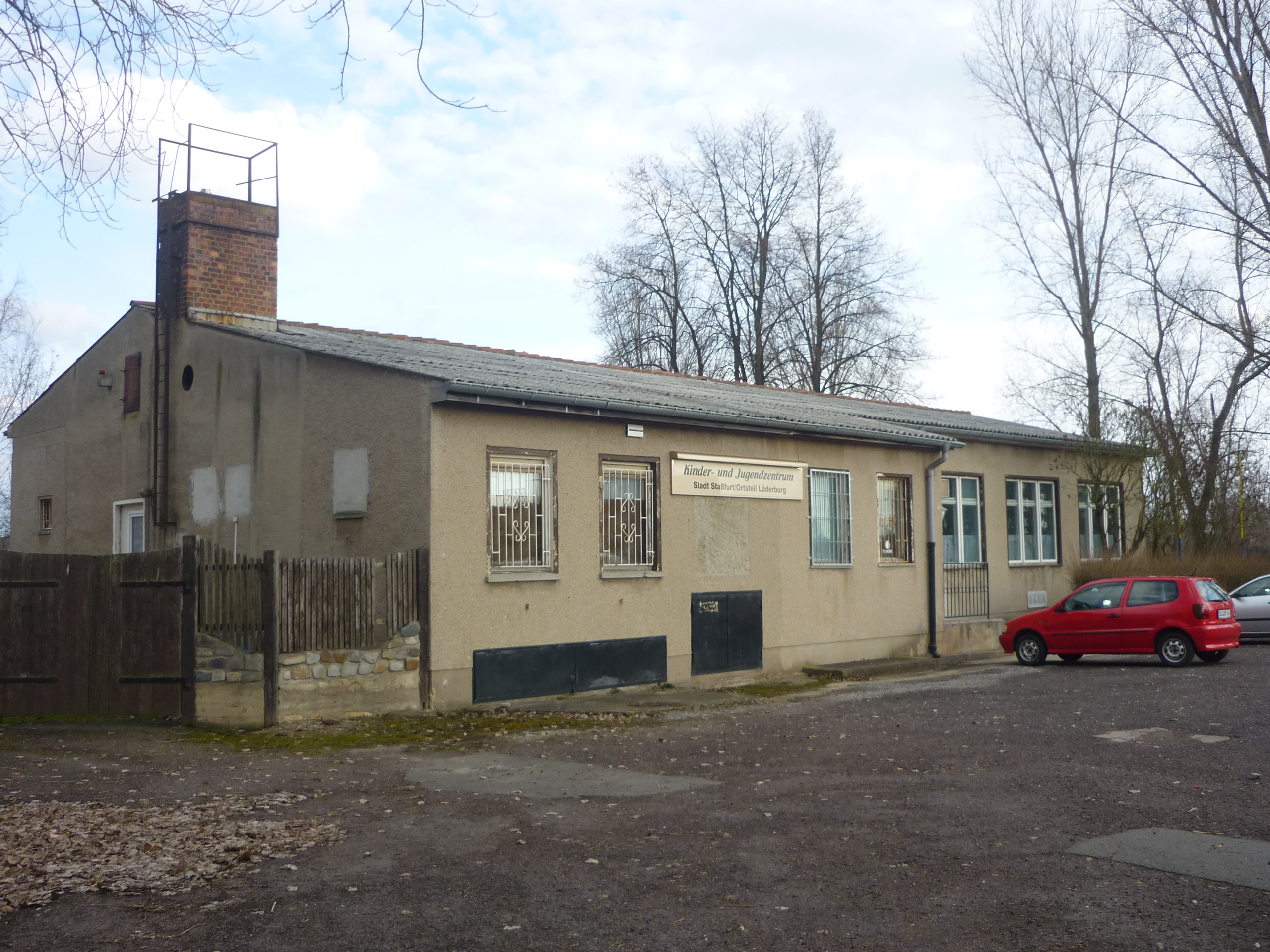
Kinder- und Jugendzentrum Löderburg

### Wohnlage
Der in der DDR-Zeit entstandene Ortskern von Löderburg ist durch charakteristische Altneubauten geprägt, deren Verwaltung heute maßgeblich durch die Umland Wohnungsbaugesellschaft mbH und die Wohnungs- und Baugesellschaft mbH Staßfurt erfolgt. Darüber hinaus wurden am Ortsrand die Siedlungsgebiete „Am Wasserturm“ und die „Friedrich-Wolf-Siedlung“ mit Einfamilienhäusern neu errichtet. Im Umfeld der Seen von Löderburg entstehen zudem neue Wohnquartiere. Löderburg erfreut sich insbesondere bei jungen Familien mit Kindern großer Beliebtheit, was auf das attraktive Wohnangebot mit diversifizierten Wohnstrukturen, gut ausgestatteten Spielplätzen, einer Kindertagesstätte mit Hort sowie der ansässigen Grundschule zurückzuführen ist.

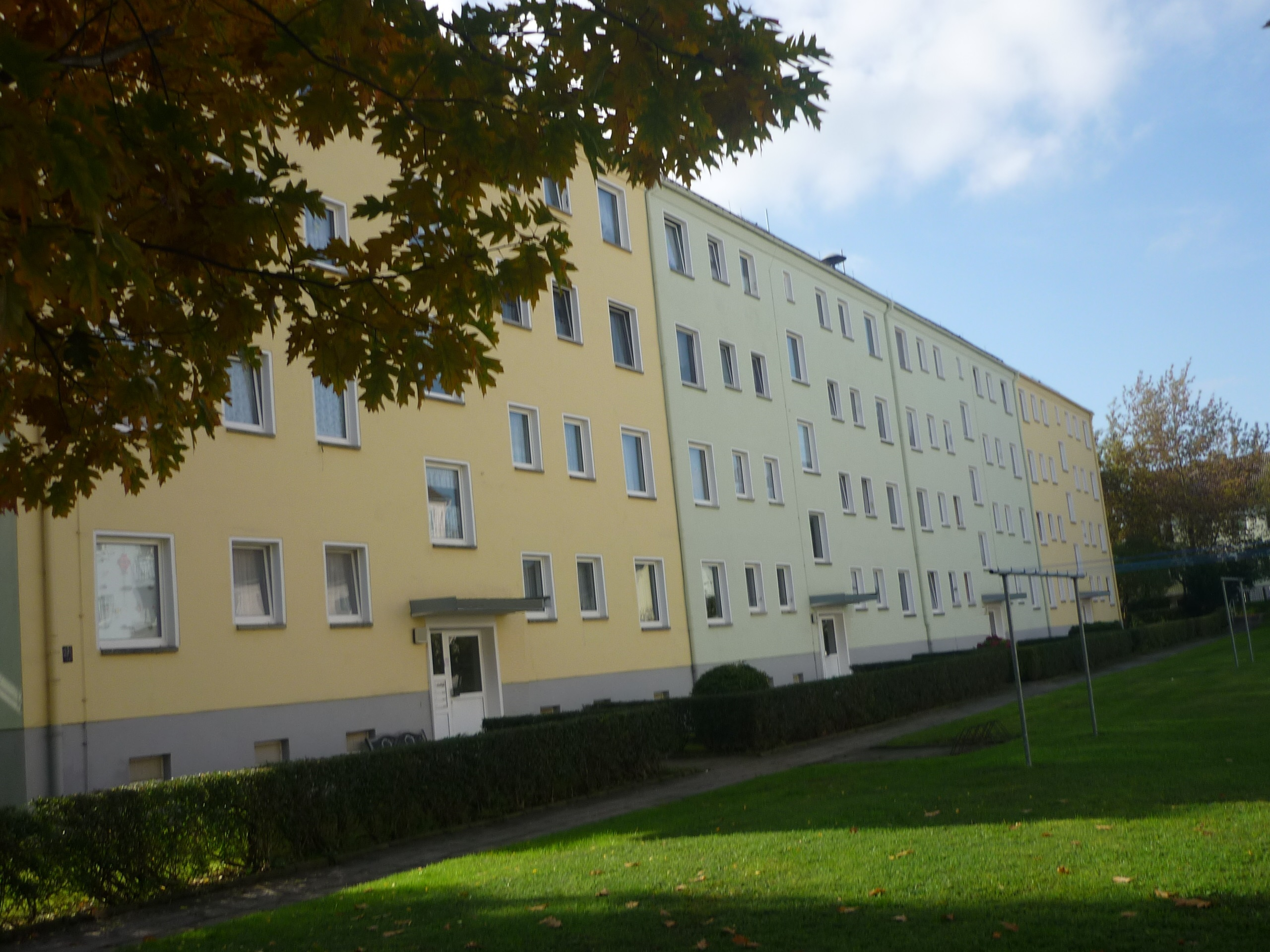
Friedensstraße
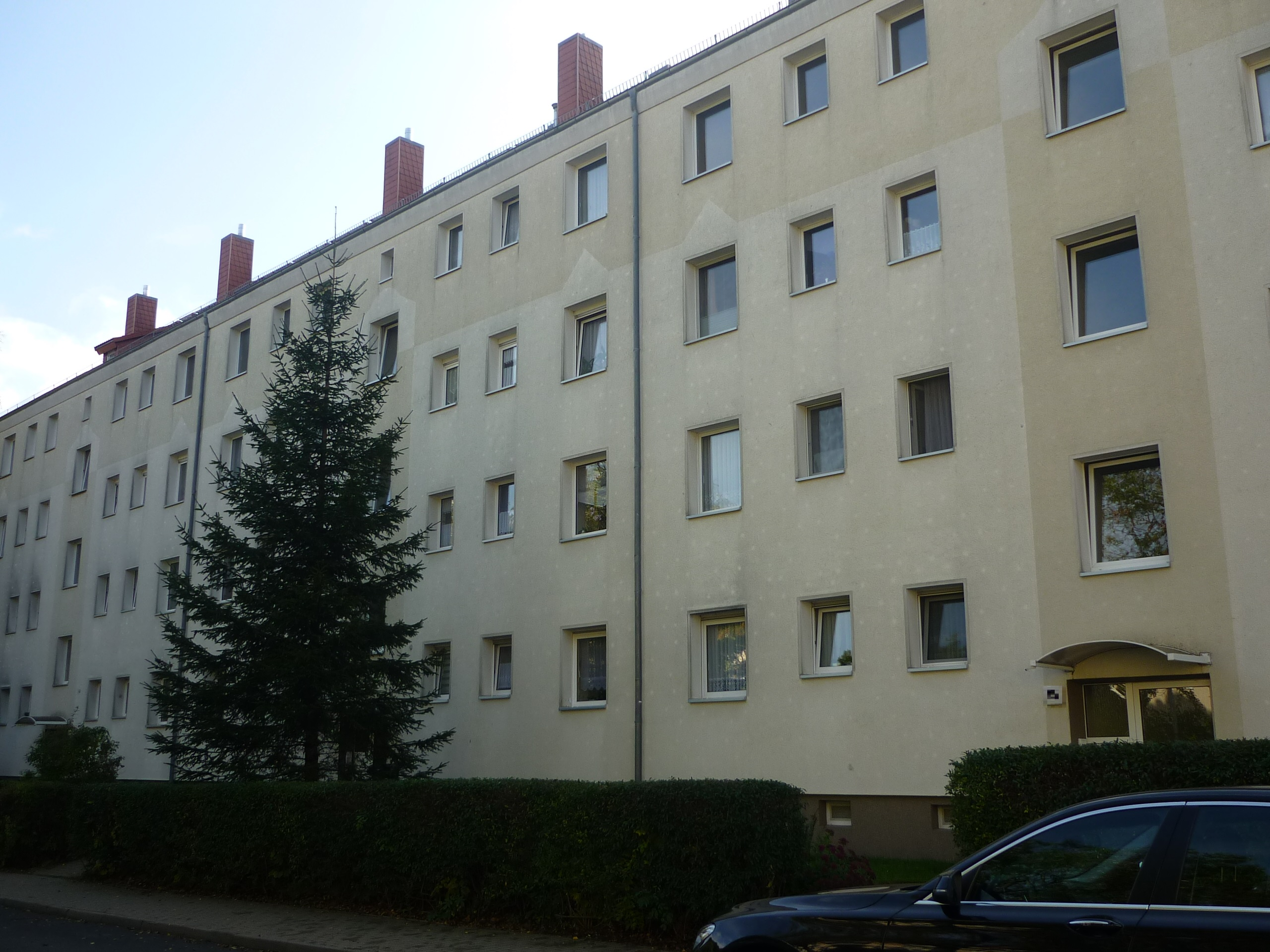
Straße der Einheit
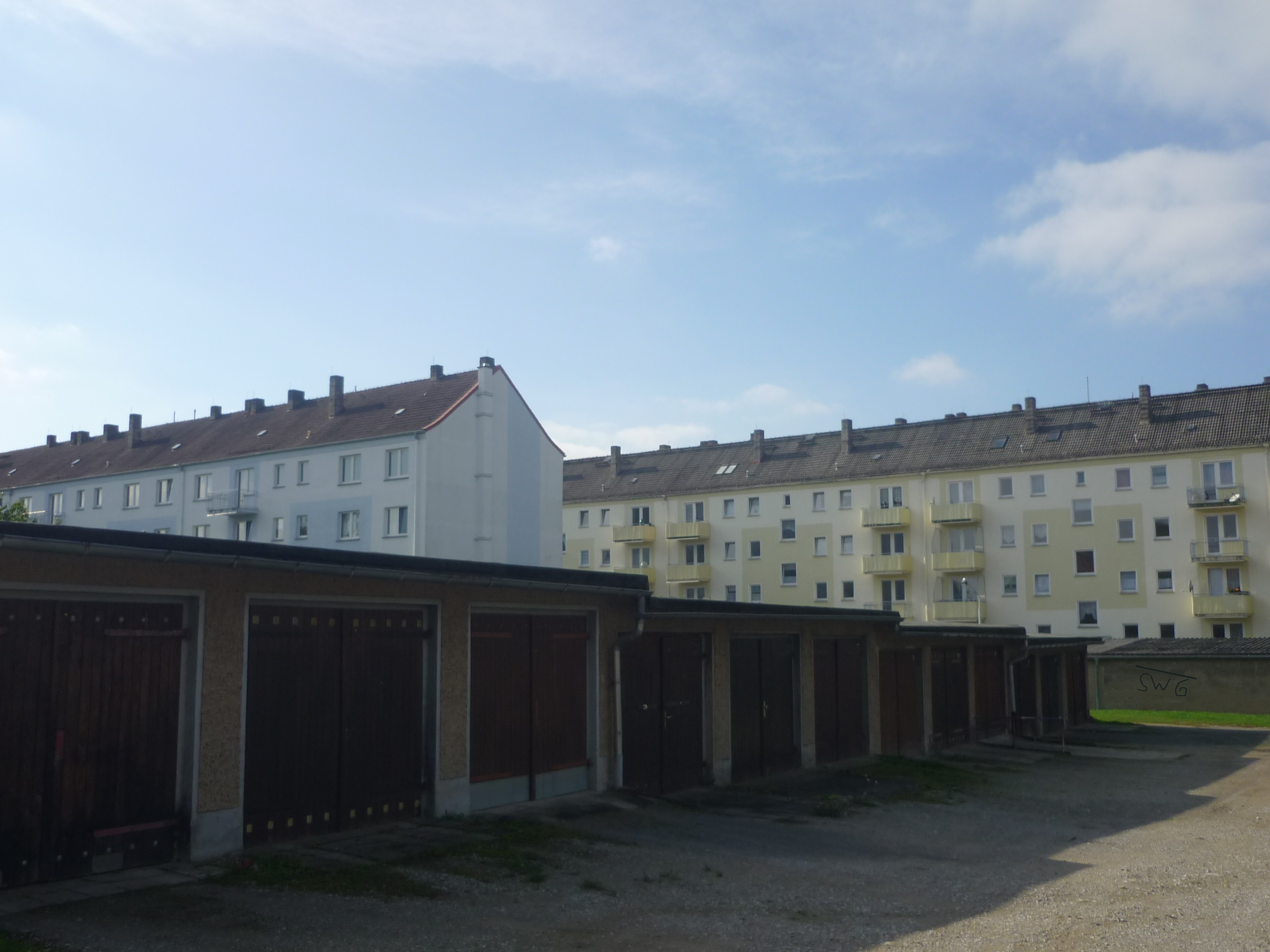
Friedensstraße
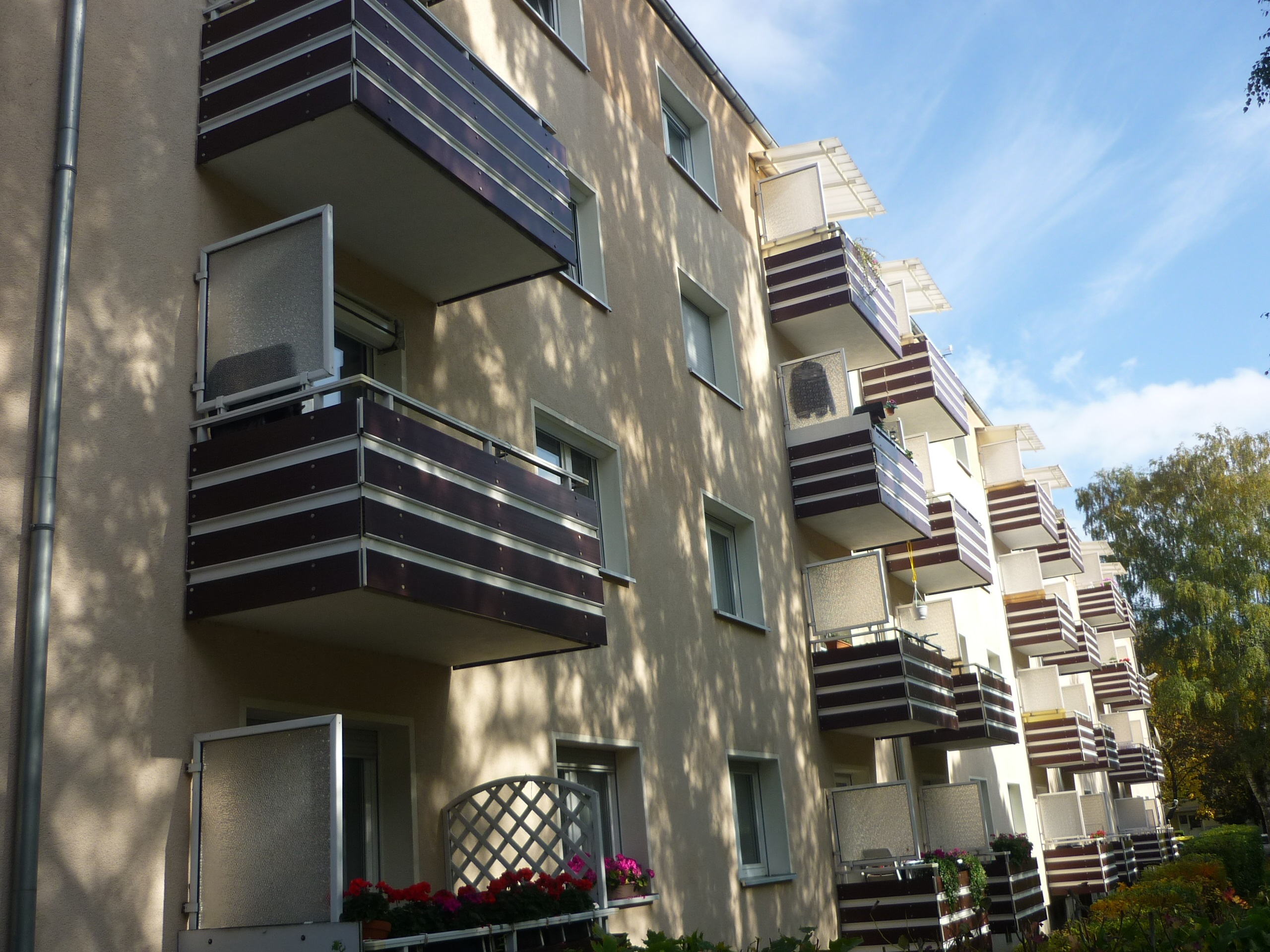
Friedensstraße
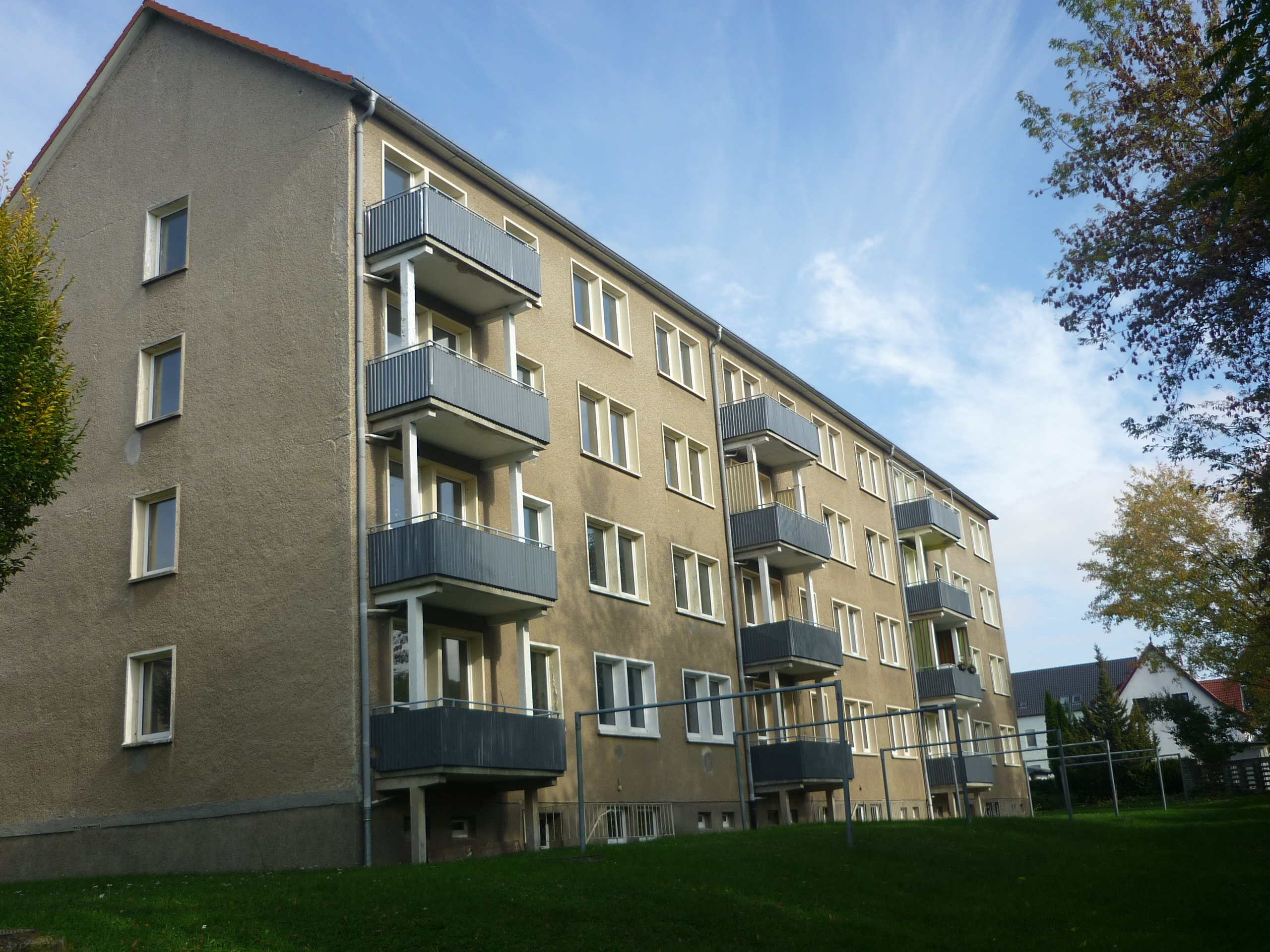
Straße der Einheit
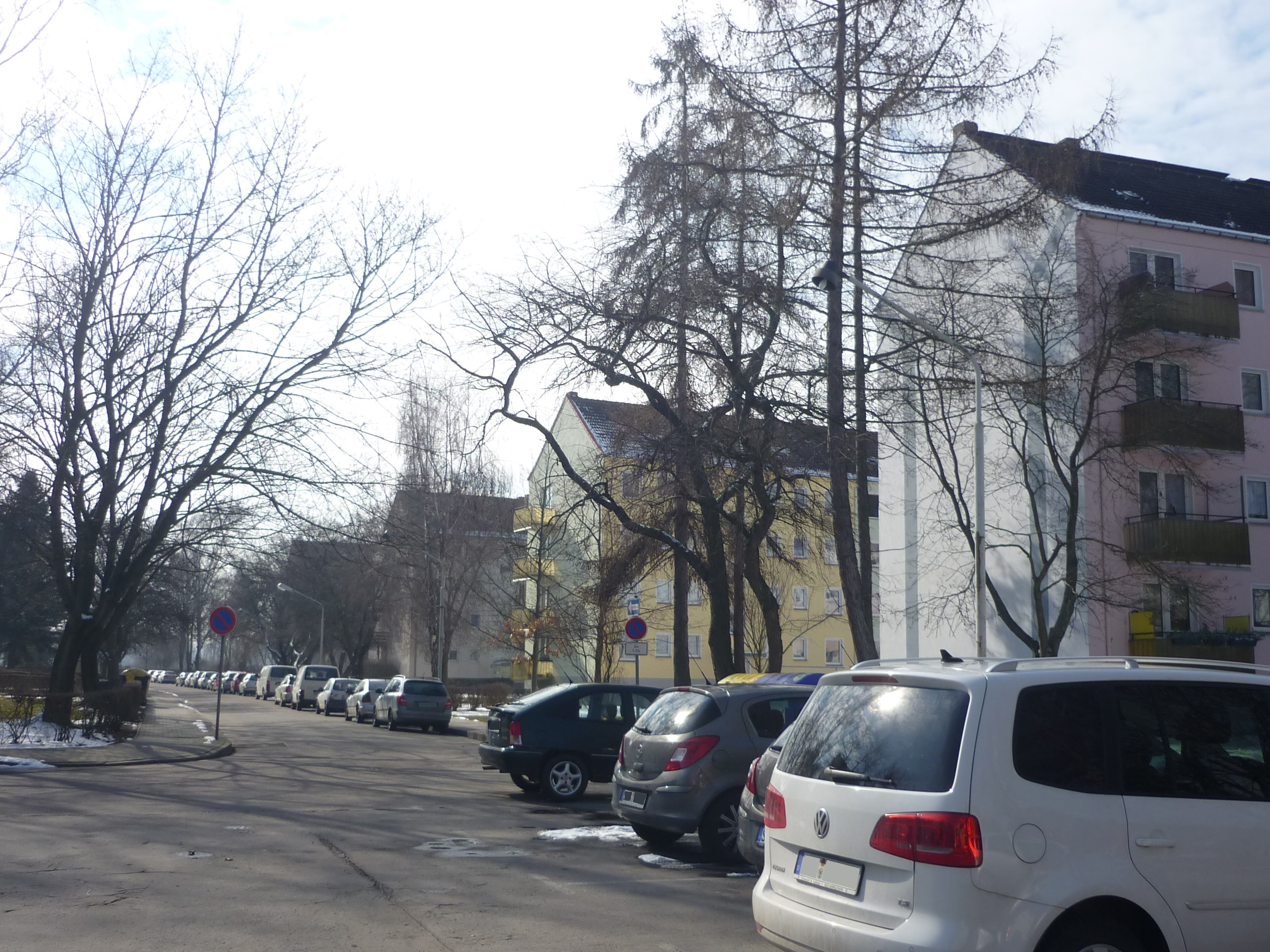
Friedensstraße

### Landwirtschaft
Löderburg ist von ertragreichen landwirtschaftlichen Nutzflächen der Magdeburger Börde umgeben, die durch hohe Bodenwertzahlen von 90 und mehr gekennzeichnet sind. In dieser Region wird ein vielfältiges Spektrum an Agrarprodukten angebaut, darunter Zuckerrüben, Raps, Mais sowie unterschiedliche Getreidearten.

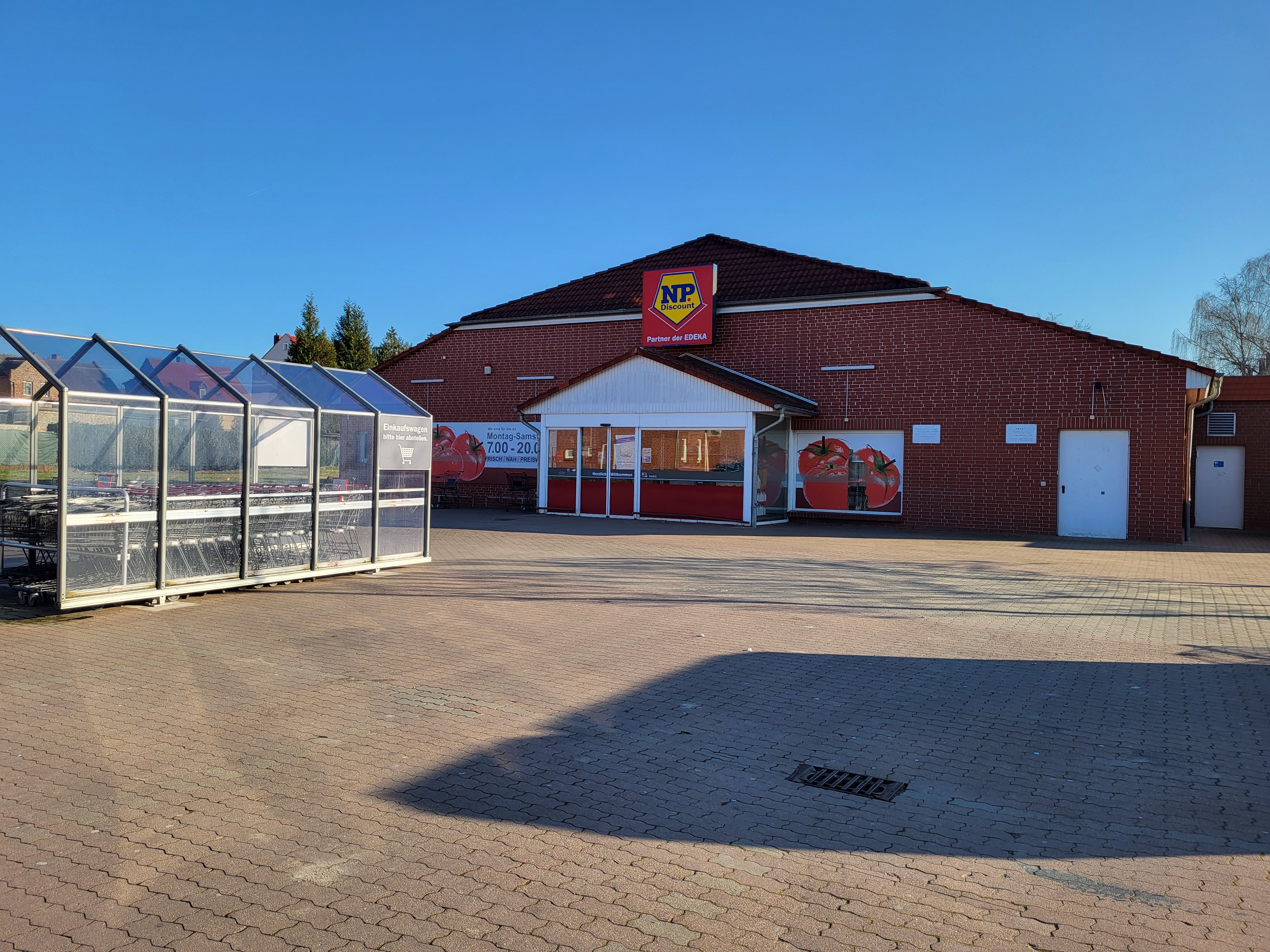
NP-Markt in Löderburg

### Versorgung
Die Grundversorgung mit Lebensmitteln in Löderburg wird durch einen ansässigen Discounter, den NP-Markt, gewährleistet. Ergänzend dazu stehen in der nahegelegenen Stadt Staßfurt diverse Discounter und Supermärkte zur Verfügung. Des Weiteren befinden sich in Löderburg ein Fachgeschäft für Fleischwaren sowie eine Filiale einer Bäckereikette. Die medizinische Versorgung wird durch je eine Allgemeinarztpraxis, Physiotherapiepraxis, Zahnarztpraxis und Apotheke sichergestellt.

### Verkehr

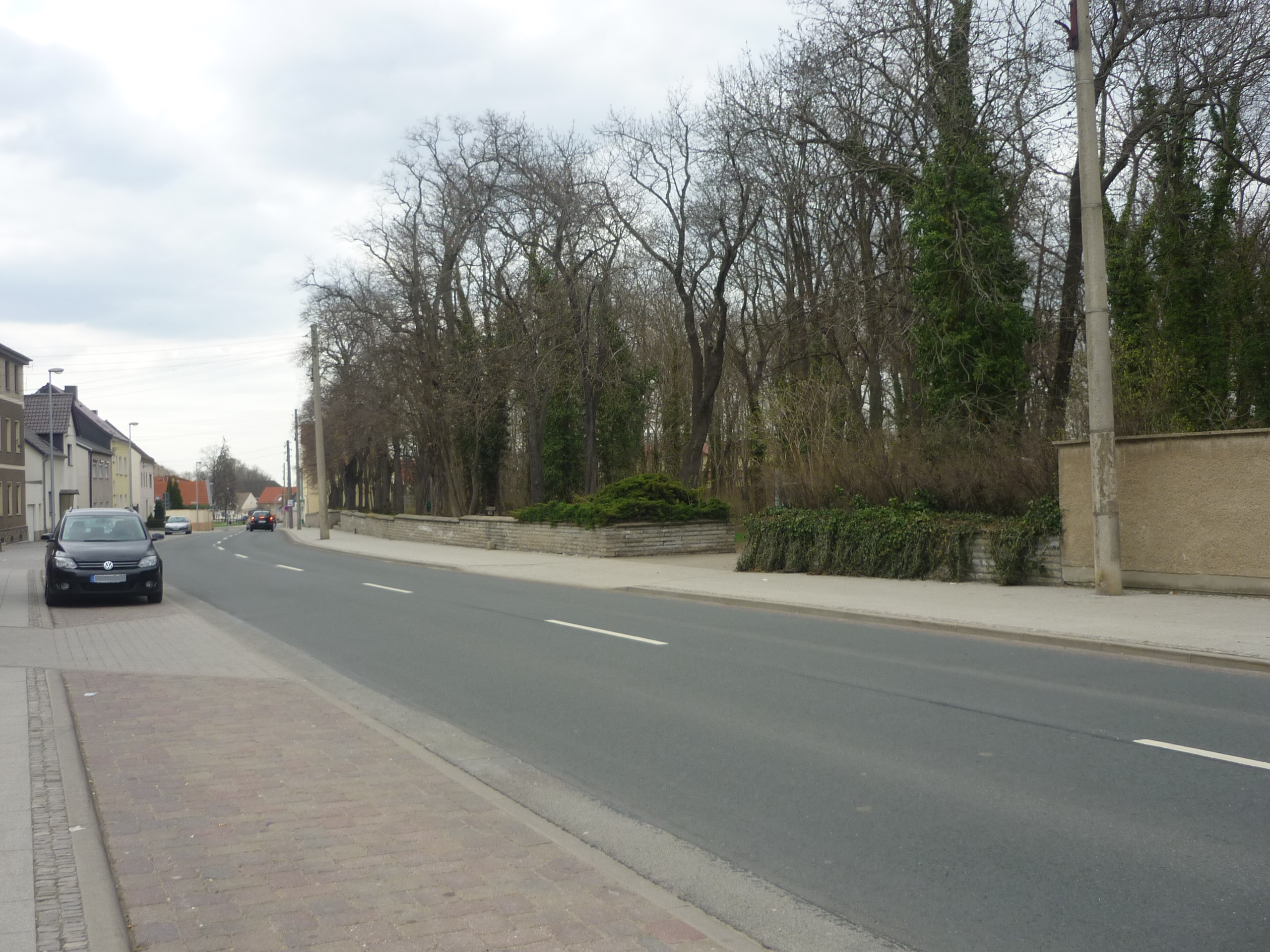
Hauptstraße in Löderburg

#### PKW-Verkehr
Löderburg ist verkehrstechnisch durch eine Anschlussstelle via Staßfurt an die Bundesautobahn 14 (Magdeburg–Halle–Dresden) gut angebunden. Die Bundesautobahn 36 (Braunschweig–Halberstadt–Bernburg) verläuft in einer Entfernung von etwa 12 Kilometern südlich des Ortsgebietes. Darüber hinaus gewährleisten mehrere Landstraßen eine effiziente regionale Vernetzung von Löderburg.

#### Öffentlicher Nahverkehr
Löderburg ist in das regionale Verkehrsnetz durch Linienbusverbindungen der Kreisverkehrsgesellschaft Salzland mbH (KVG) eingebunden. Diese Buslinien, die dem Tarifverbund der Landesverkehrsgesellschaft Magdeburger Regionalverkehrsverbund (marego) angehören, ermöglichen eine regelmäßige Anbindung an die umliegenden Ortschaften, insbesondere über Staßfurt nach Gänsefurth oder Athensleben mittels der Linie 150.

#### Radverkehr
Löderburg ist über eine kurze gut ausgebaute Verbindungsstrecke an das Streckennetz des Europaradwegs R1 eingebunden, einer bedeutenden, europaweit verlaufenden Radfernstrecke, die eine Vielzahl von Städten und Regionen miteinander verknüpft. Die Wegführung ist durch einheitliche, standardisierte Beschilderungen gekennzeichnet, die das internationale Kürzel „R1“ in Kombination mit fünf blauen Sternen aufweisen. Diese Kennzeichnung ermöglicht Radfahrern eine intuitive und lückenlose Orientierung entlang der Route.

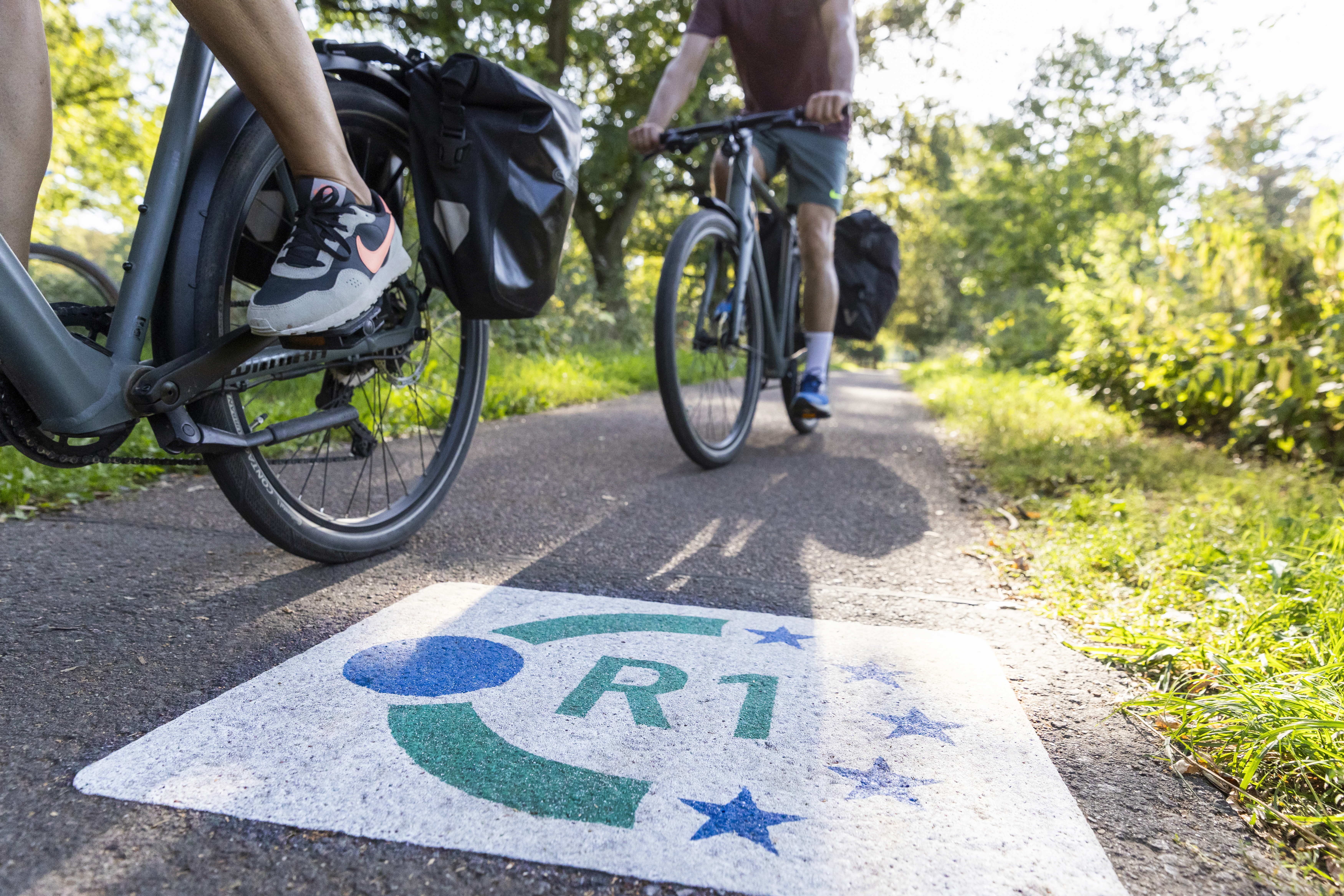
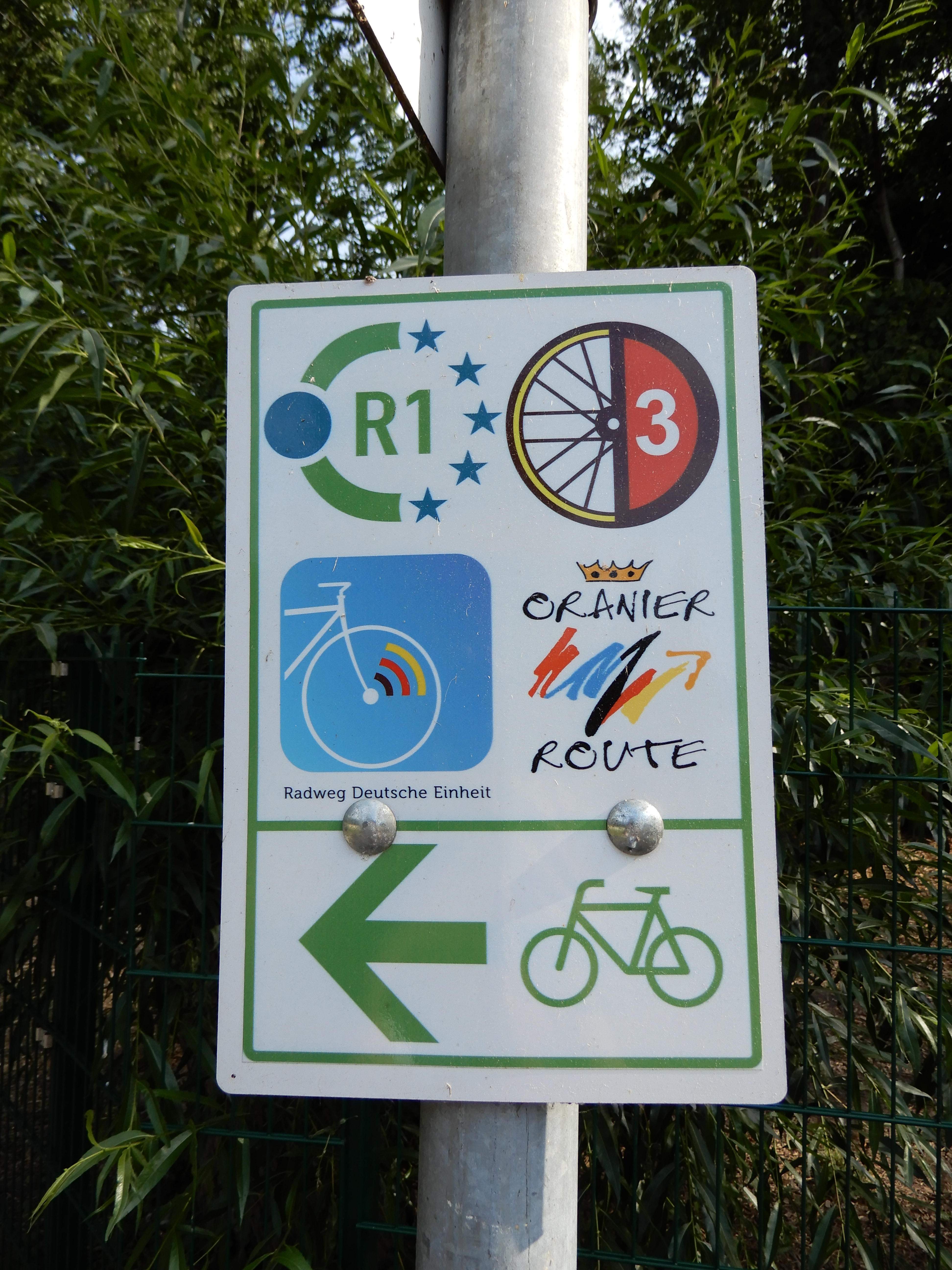
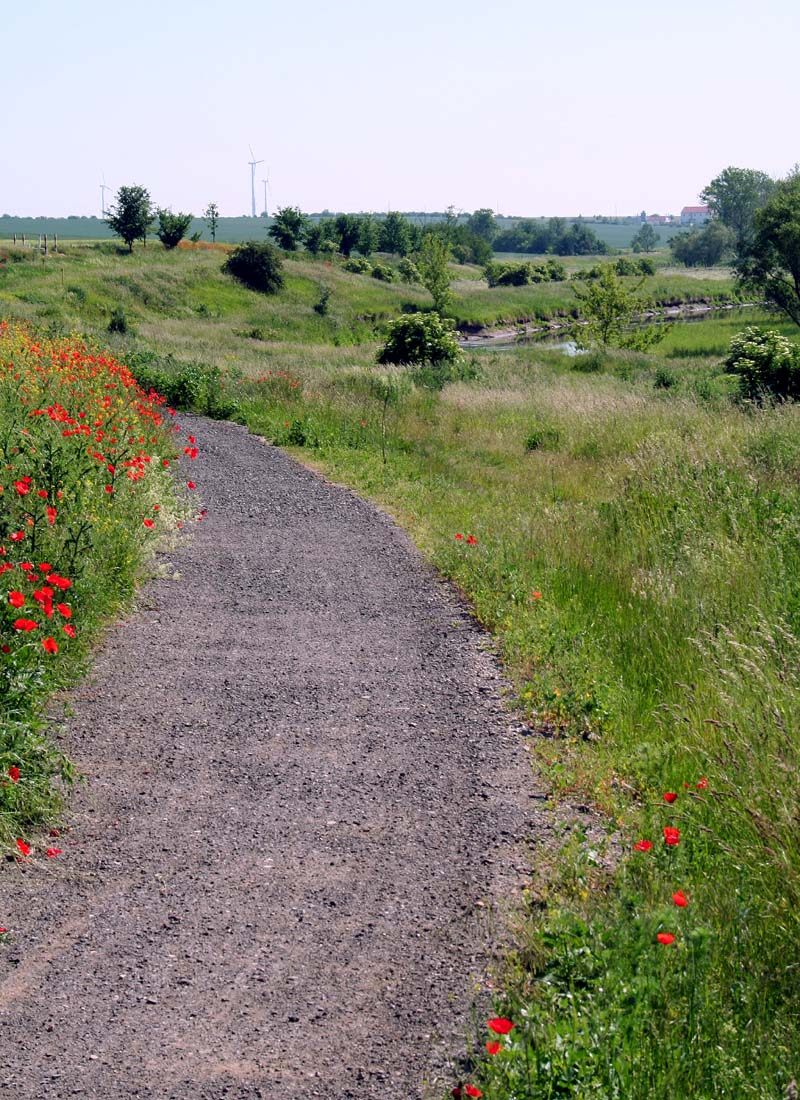
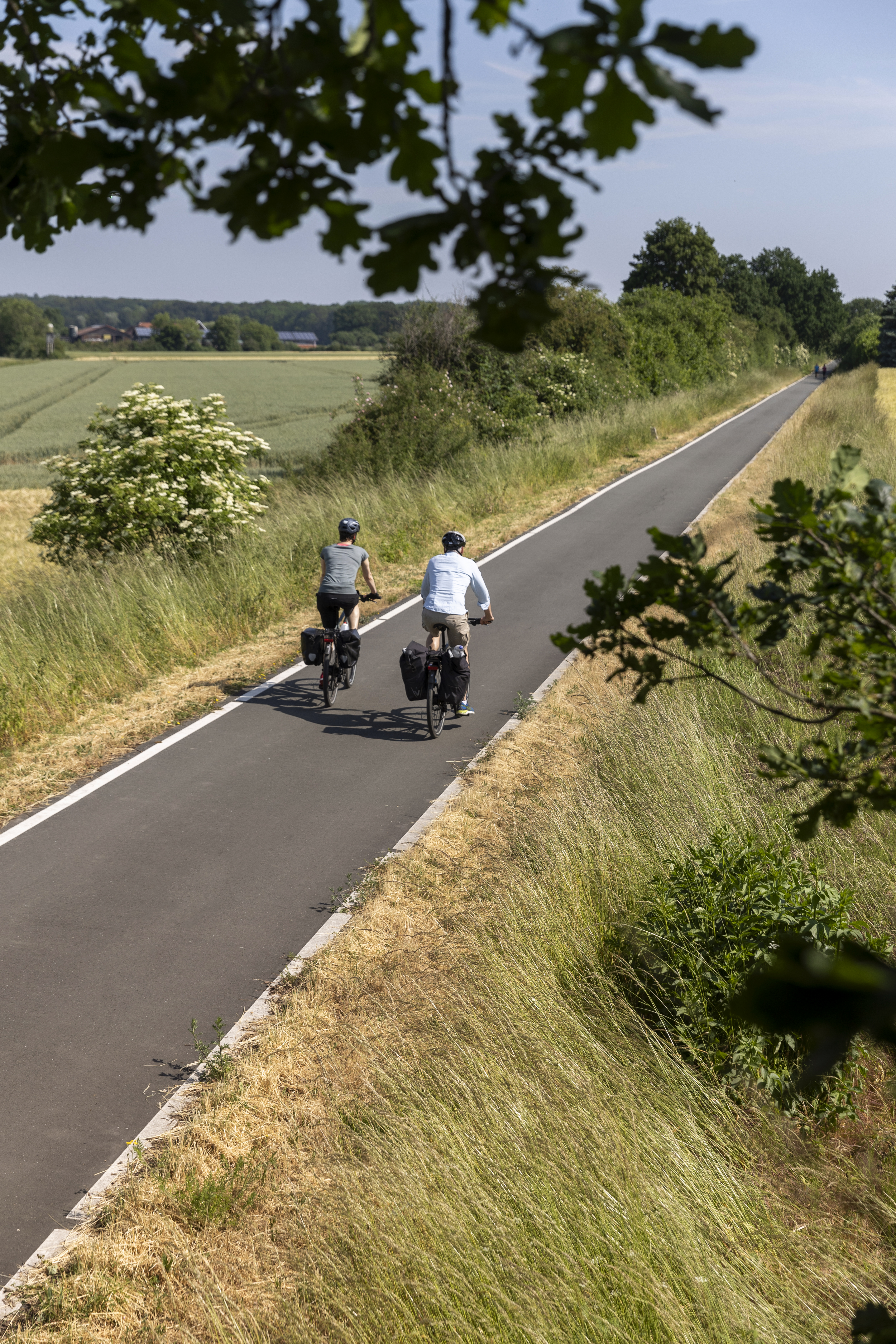

#### Schienenverkehr
Die infrastrukturelle Anbindung von Löderburg im Bereich des Schienenverkehrs wird durch die Nähe zu mehreren relevanten Bahnhöfen und Haltepunkten sichergestellt. Zu den wichtigsten zählen der Bahnhof Staßfurt als zentraler Verkehrsknotenpunkt sowie die Haltepunkte in den Ortschaften Neundorf und Förderstedt, die eine regionale Erreichbarkeit gewährleisten. Historisch betrachtet wurde die Gemarkung Löderburg von einem Industriegleis, der Strecke Staßfurt – Neu-Staßfurt – Schacht VI, tangiert. Diese Strecke diente primär dem Güterverkehr im Rahmen der industriellen Nutzung der Region. Nach der Stilllegung und dem teilweisen Rückbau ist das Gleis heute nördlich des ehemaligen Bahnübergangs Triftweg nicht mehr in Betrieb.

## Feuerwehr

### Freiwillige Feuerwehr Löderburg

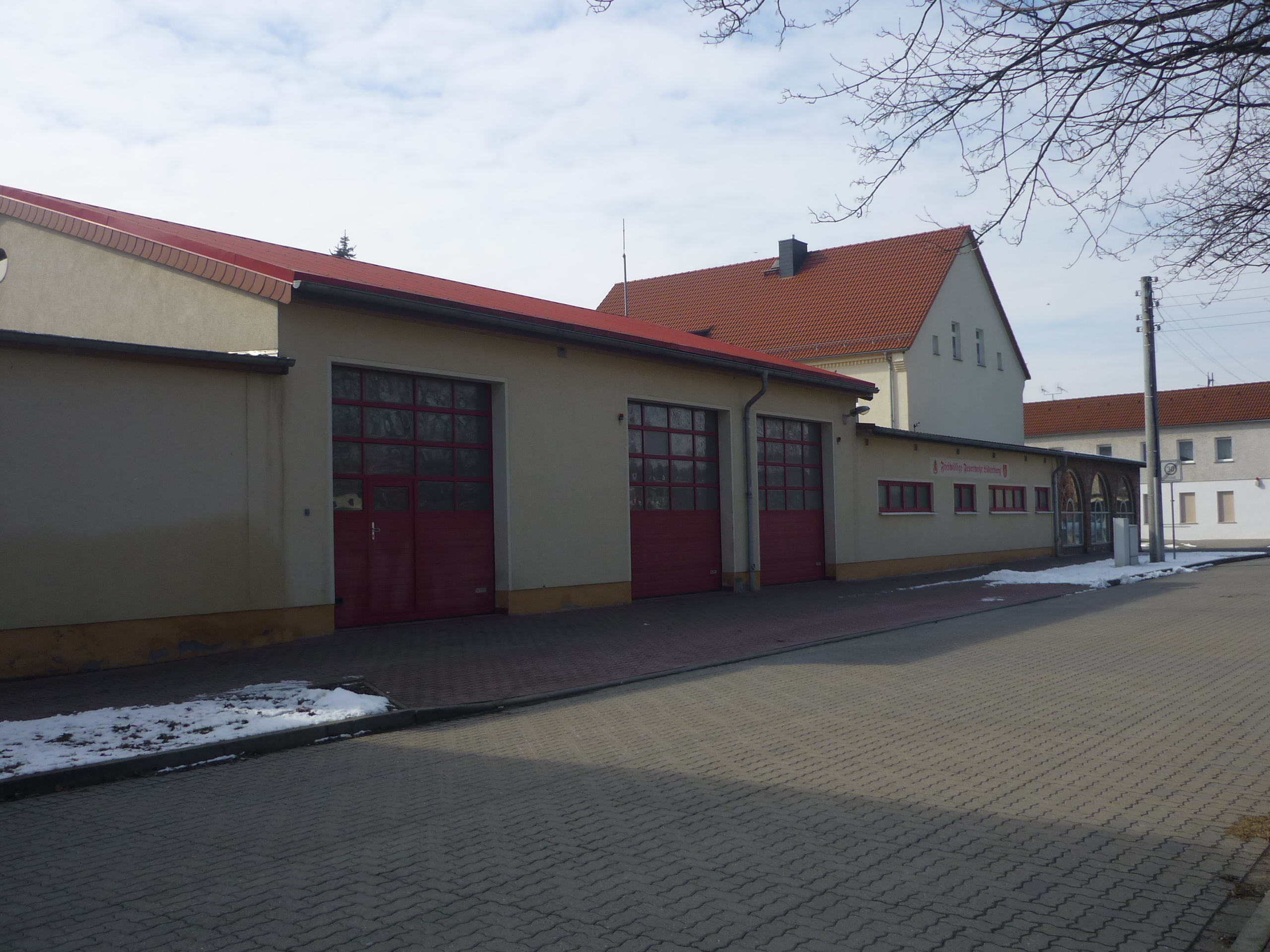
Freiwillige Feuerwehr Löderburg

Die Freiwillige Feuerwehr Löderburg ist eine Stützpunktfeuerwehr im Raum Staßfurt.
Sie wurde von Alexander von Boremsky, der auch ihr erster Kommandant wurde, am 1. April 1885 mit einer Stärke von 14 Feuerwehrmännern gegründet.
Die Freiwillige Feuerwehr Löderburg ist eine Ortsfeuerwehr der Stadt Staßfurt. Sie verfügt insgesamt über 66 Mitglieder, davon sind 48 aktiv und zwei in der Alters- und Ehrenabteilung tätig. In der Jugendfeuerwehr verrichten 16 Jungen und Mädchen im Alter von 10 bis 16 Jahren ihren Dienst.
Die Feuerwehr Löderbueg verfügt über umfangreiche Technik, Ausrüstung und Fahrzeuge: Tanklöschfahrzeug 16/25, Löschgruppenfahrzeug 8/6, Mehrzweckfahrzeug und einem Rettungsboot. Die Ortsfeuerwehr Löderburg fährt jährlich durchschnittlich 50 bis 70 Einsätze, die hauptsächlich aus technischen Hilfeleistungen und Brandbekämpfung bestehen. Eine wöchentliche Ausbildung findet freitags ab 18:00 Uhr im Feuerwehrhaus der Feuerwehr statt, aber auch Lehrgänge sowie Schulungen werden im FTZ Staßfurt und IBK Heyrothsberge regelmäßig besucht.
Auch der Feuerwehrsport spielt eine Rolle, im Lauf der Jahre wurden etliche Erfolge der Wettkampfmannschaften verzeichnet. Neben zahlreichen Öffentlichkeitsarbeiten, die mittlerweile schon etwas Traditionelles haben wie z. B. das jährliche Osterfeuer und das Nikolausfest, unterstützt die Freiwillige Feuerwehr benachbarte Vereine und Kindertagesstätten der Umgebung bei Veranstaltungen, Festumzügen oder durch Präsentation und Vorführung der Feuerwehrtechnik.
- Wehrleiter Oberbrandmeister: Frank Müller
- Stellvertreter Oberbrandmeister: Steffen Becker

## Tourismus

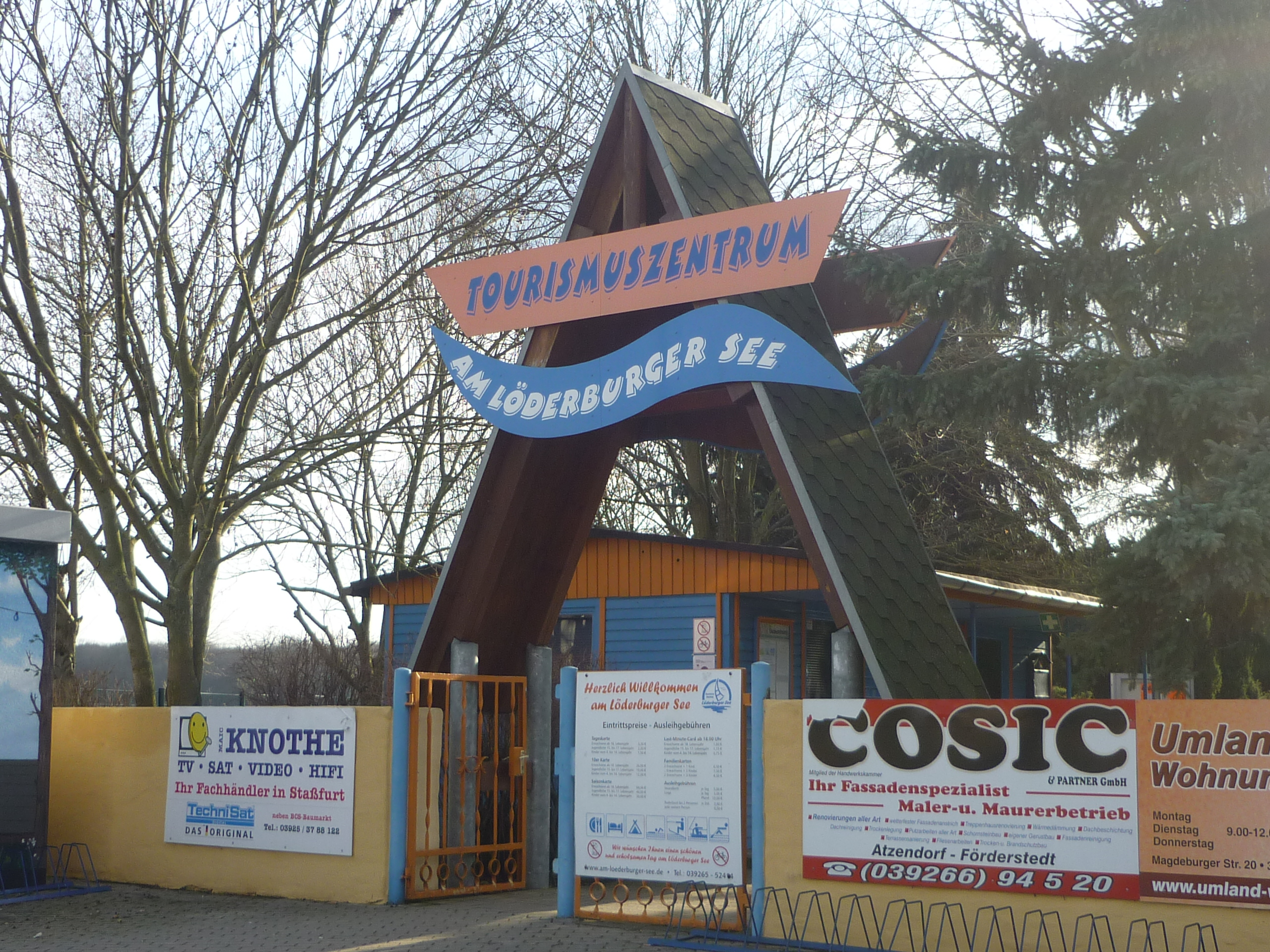
Tourismuszentrum Am Löderburger See

### Löderburger See
Der Löderburger See ist einer der größten Badeseen in der Region durch das Tourismuszentrum Am Löderburger See und das Wasserski- und Wakeboardcenter ist es ein bedeutender Touristenmagnet für den Ort. Er ist aus einem der ehemalig größten Tagebaue im Bereich Staßfurt entstanden, welcher 1918 eröffnet worden war.
Anfang der 1970er Jahre wurde der ca. 36 ha große Restlochsee zu einem Naherholungsgebiet ausgebaut und im Juli 1977 eingeweiht. Nach 1990 wurde es als Tourismuszentrum „Am Löderburger See“ privatisiert, bevor es der Gemeinde Löderburg 2001 Rückübertragen wurde, aber immer noch Privat verwaltet wird.

## Kulturdenkmäler und Sehenswürdigkeiten
Der zentrale Dorfplatz von Löderburg beherbergt die Gemeindeverwaltung, die als administratives Zentrum der Gemeinde fungiert. In unmittelbarer Nähe befindet sich die „Glück Auf“-Apotheke, eine Einrichtung mit traditionsreicher Geschichte. Gegründet im Jahr 1901, erlebte die Apotheke 1949 ihre Verstaatlichung und wurde um 1990 wieder in private Hände überführt. Des Weiteren prägt ein historischer Torbogen das Ortsbild, der als Relikt einer ehemaligen Gutsanlage dient. Einzelne Gebäude dieses Gutshofes sind bis heute erhalten geblieben und zeugen von der historischen Bedeutung des Ortes.

Ein denkmalgeschützter Bereich umfasst die Lange Straße, wo eine Siedlung entlang der Nummern 23 bis 38 verläuft. Zudem ist ein weiteres Baudenkmal ein Wohnhaus in der Thiesstraße 3. (siehe: Kulturdenkmale in Staßfurt) 

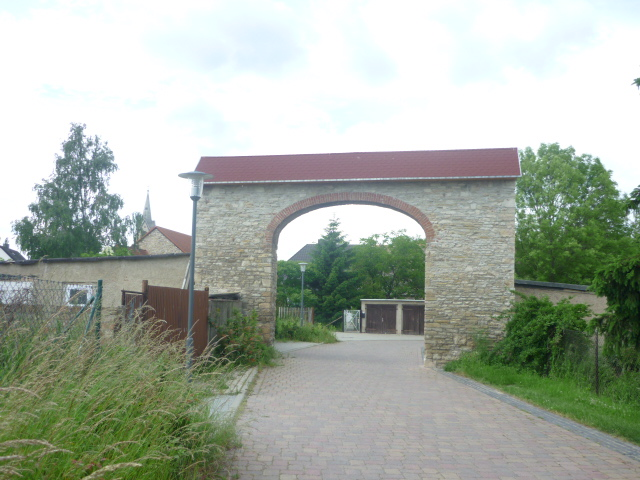
Gutshof
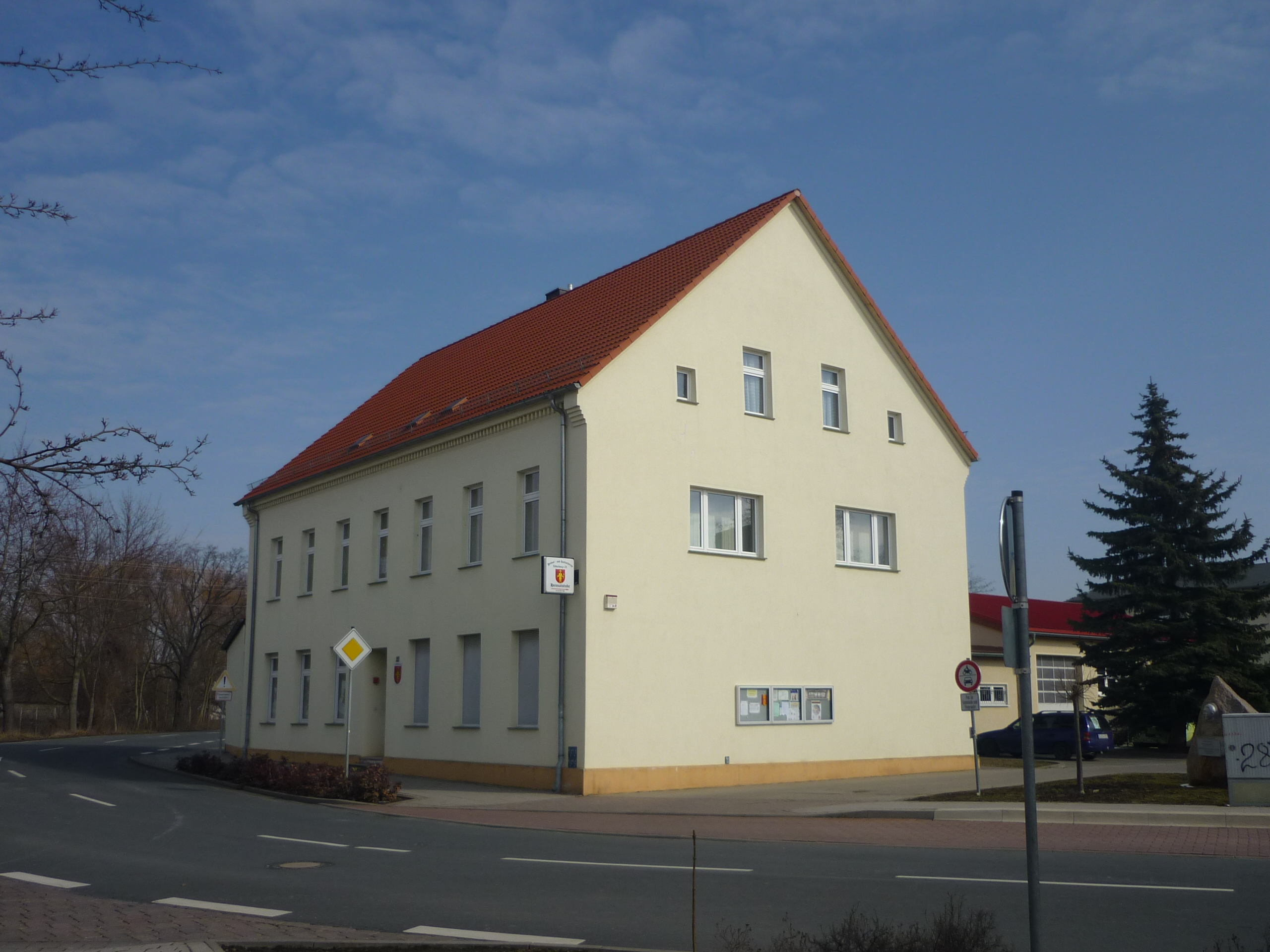
Gemeindeverwaltung
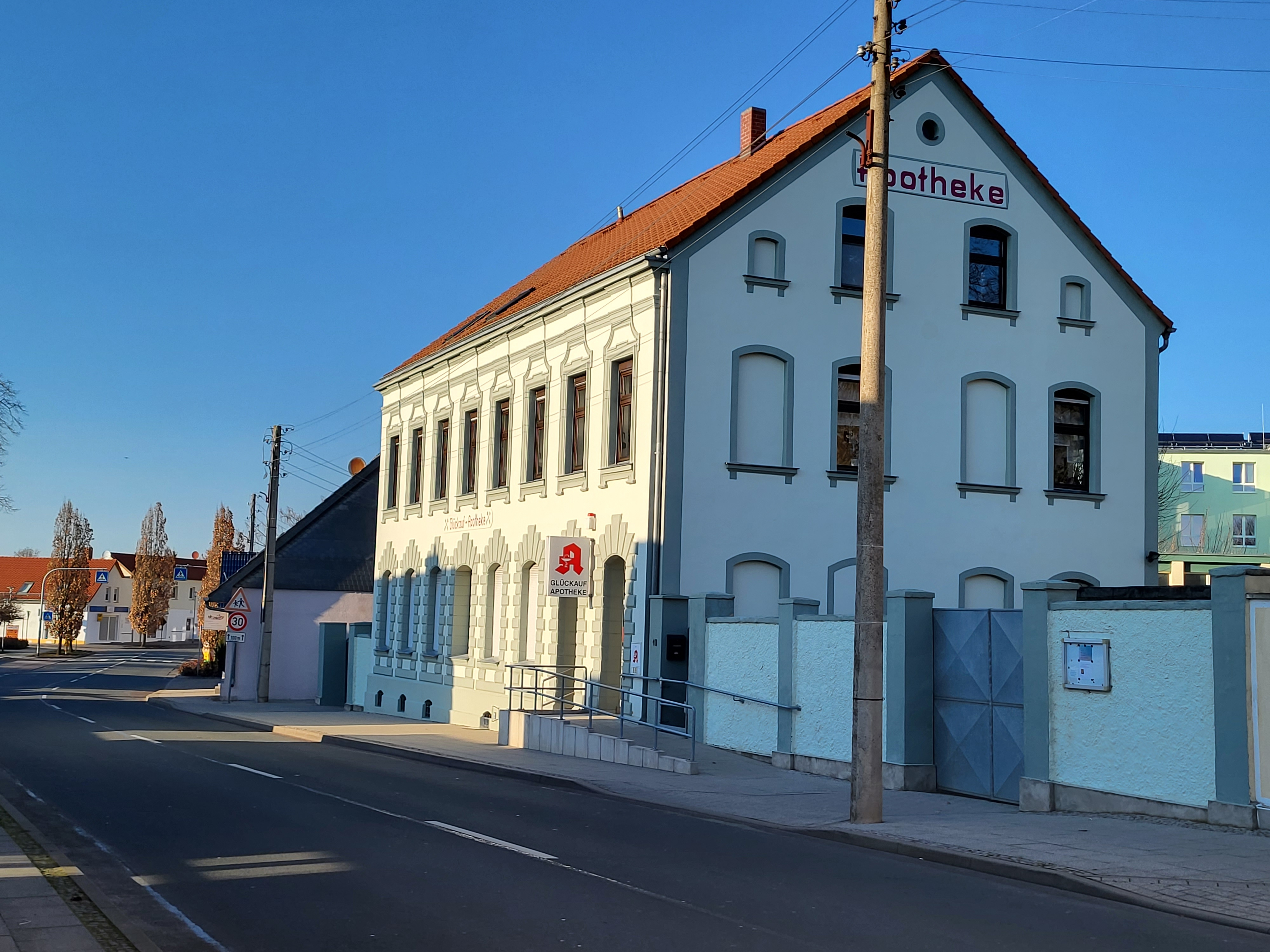
„Glück Auf“ Apotheke

Wasserturm
Am Ortsausgang von Löderburg in Richtung Staßfurt erhebt sich der im Jahr 1926 errichtete, 38 Meter hohe Wasserturm, ein architektonisches Wahrzeichen der Region. Seit seiner Umwandlung in einen Aussichtsturm am 6. Juni 1998 dient er nicht nur als markante Landmarke in der Ortsansicht, insbesondere bei der Annäherung aus Staßfurt-Nord, sondern bietet auch einen Panoramablick über die umliegende Landschaft. Der Turm repräsentiert somit sowohl ein Stück technischer Geschichte als auch eine touristische Attraktion.

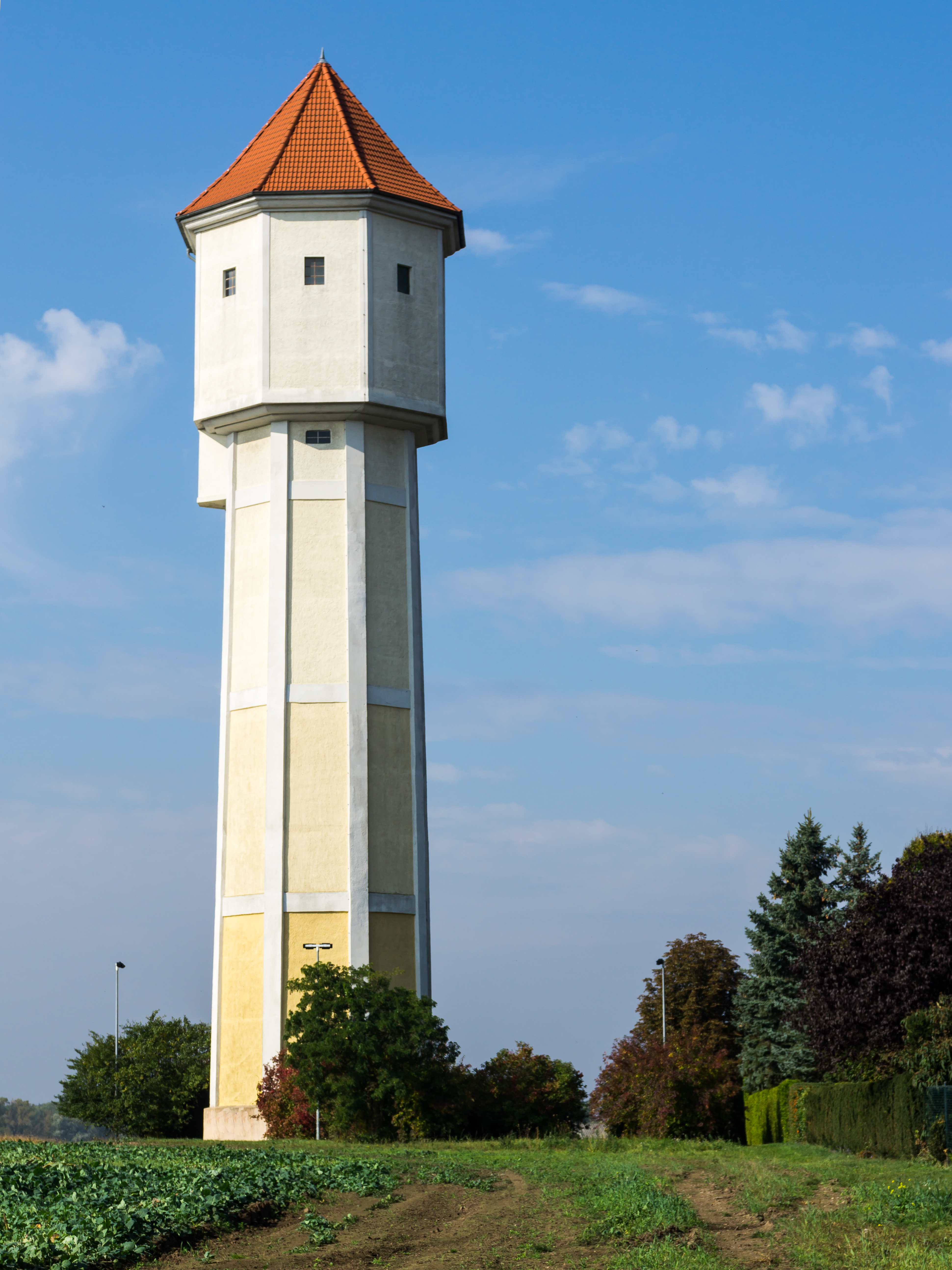
Wasserturm
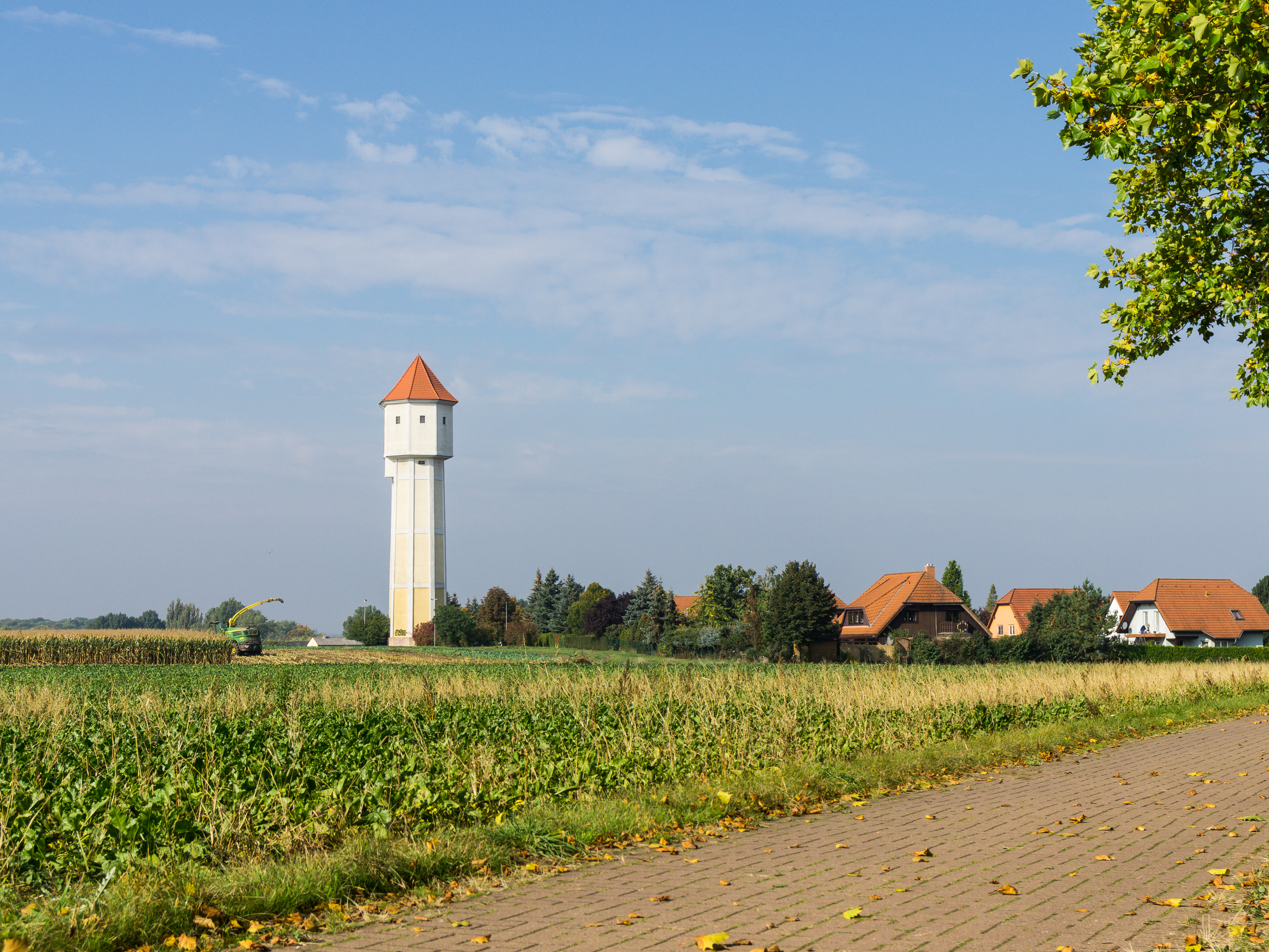
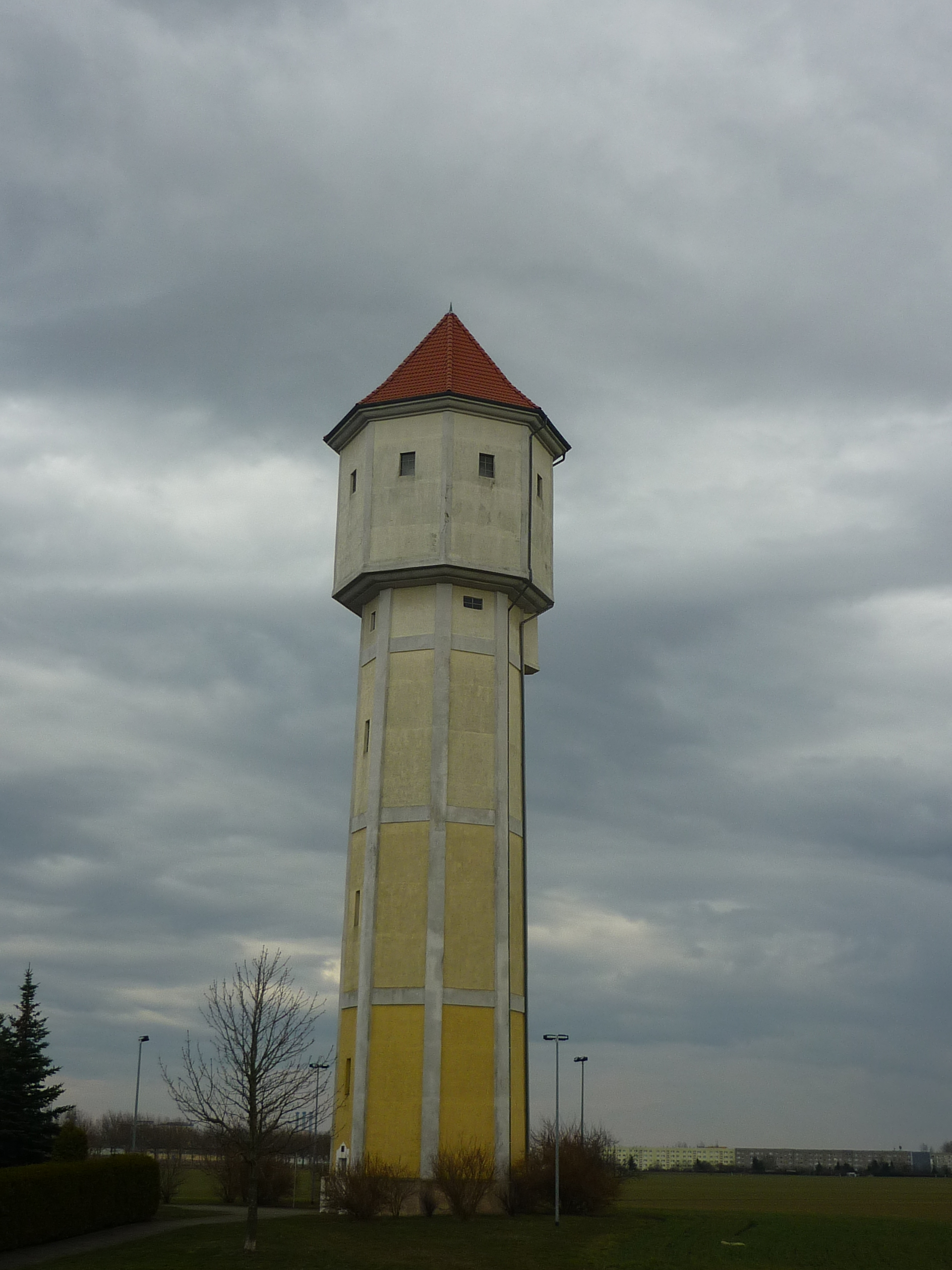

### St.-Jakobi-Kirche

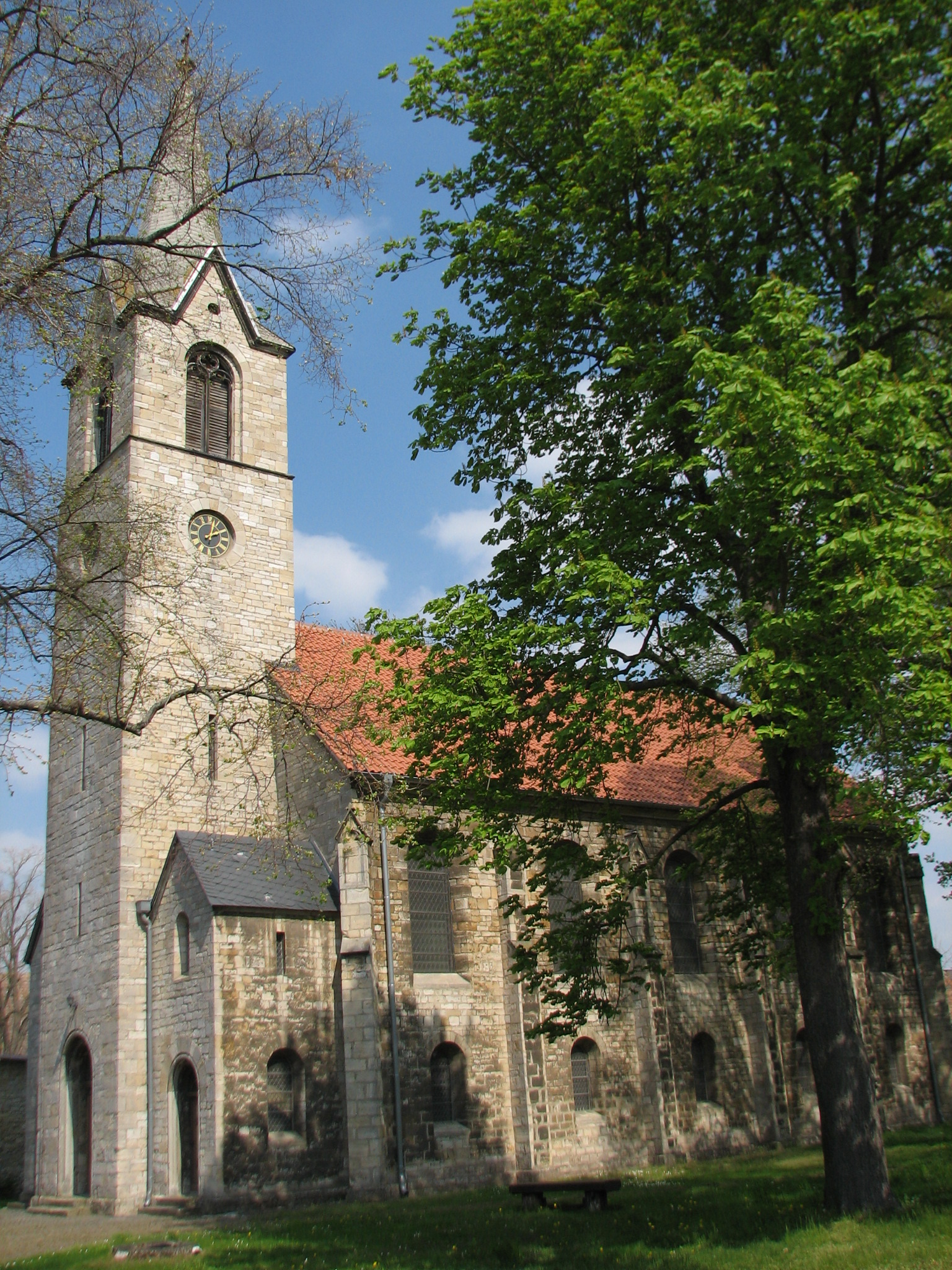
St.-Jakobi-Kirche

Anstelle eines Vorgängerbaus, der bei den Großbränden von 1726 und 1748 Schäden erlitten hatte, wurde zwischen 1865 und 1867 eine neue dem Heiligen Jakobus geweihte Kirche im neoromanischen Stil errichtet. Das aus regelmäßigen Natursteinquadern gemauerte Gebäude besteht aus einem gestreckten Saal mit einer östlich angefügten polygonalen Apsis und einem schlanken, quadratischen Westturm mit achteckiger Spitze. Durch zwei spitzgieblige Anbauten erhielt die Westseite des Turms drei Eingänge. Die Längstwände des Kirchenschiffs sind jeweils in fünf rundbogige Fenster und vier Pilaster gegliedert. Unter einem verbretterten, offenen Dachstuhl wurde im Innern des Schiffs eine dreiseitige Empore eingebaut, auf der im westlichen Teil 1867 eine Orgel des Hausneindorfer Orgelbauers Adolf Reubke eingebaut wurde. Diese wurde bereits 1893 durch die Firma Wilhelm Rühlmann erweitert. 1995 wurden Restaurierungsarbeiten durchgeführt. Eine Sanierung der Kirche fand 2012 statt, bei der auch das Dach neu gedeckt wurde.

### Museen
Die Gemeinde Löderburg beherbergt neben der Gemeindeverwaltung auch ein Heimatmuseum, das sich im selben Gebäude befindet. Dieses Museum dient als kulturelle Einrichtung, die einen Einblick in die Lebensweise der Haushalte vor 1960 sowie in die Ortsgeschichte gewährt. Der Heimatverein und das Museum Löderburg engagieren sich aktiv im lokalen Gemeinschaftsleben und sind regelmäßig mit einer Gruppe beim traditionellen Staßfurter Salzlandfest vertreten.

### Theater
Löderburg verfügte vor dem Jahr 1980 über zwei Filmtheater, die einen wesentlichen Bestandteil des kulturellen Lebens im Ort darstellten. Das im Ortskern gelegene Filmtheater wurde durch einen Brand zerstört, während das zweite Filmtheater, das im Gemeindeteil Löderburg-Thie ansässig war, im späteren Verlauf geschlossen wurde. Die Schließung dieses zweiten Theaters markierte das Ende der Ära stationärer Filmvorführungen in Löderburg und spiegelte den Wandel der Freizeitgestaltung in ländlichen Regionen wider.

### Gedenkstätten

#### Grubenarbeiter Denkmal Löderburg
Am Ortsausgang von Löderburg in Richtung Lust (Staßfurt) befindet sich ein Stahlkreuz, das als Mahnmal an die bei bergbaulichen Tätigkeiten in Löderburg verunglückten Grubenarbeiter erinnert. Dieses 7,5 Meter hohe Stahlkreuz ersetzt ein zuvor dort befindliches Holzkreuz, welches aufgrund von Verwitterung und Alterung nicht mehr erhalten werden konnte. Um die Erinnerung an die Opfer des Bergbaus zu bewahren, wurde am 26. April 2004 das aktuelle Stahlkreuz feierlich errichtet. Es dient als dauerhaftes Symbol der Anerkennung und des Gedenkens.

#### Opferdenkmal Löderburg
1966 wurde in deutscher und französischer Sprache ein Opferdenkmal errichtet und 1992 auf Deutsch erneuert, welches die Worte auf dem Linken Stein ziert: DEN OPFERN DES 1. U. 2. WELTKRIEGES ZUM GEDENKEN und auf dem rechten Stein in Deutsch: EHRENDES GEDENKEN DEN VON FASCHISTEN ERMORDETEN INTERNATIONALEN WIDERSTANDSKÄMPFERN IN DER SCHACHTANLAGE VI. In jedem Jahr findet am 19. Juni und 1. September eine Kranzbeilegung durch den Oberbürgermeister der Stadt Staßfurt und des Ortsbürgermeisters der Gemeinde Löderburg statt.

#### Gedenkstein Alexander von Boremsky
Zur Ehrung von Alexander von Boremsky, des Gründers der Freiwilligen Feuerwehr Löderburg, wurde im Jahr 2003 ein Gedenkstein durch die Freiwillige Feuerwehr Löderburg errichtet. Dieses Denkmal dient als dauerhaftes Andenken an die Verdienste von Alexander von Boremsky um die Etablierung des Feuerwehrwesens in der Gemeinde. Die Errichtung des Gedenksteins erfolgte im Rahmen einer feierlichen Zeremonie, bei der die Bedeutung seines Engagements für die Gemeinschaft gewürdigt wurde.

### Regelmäßige Veranstaltungen
Löderburg verfügt über eine traditionsreiche Veranstaltungslandschaft, die bereits in der Zeit als eigenständige Gemeinde etabliert wurde. Auch nach der Eingemeindung nach Staßfurt konnte diese kulturelle Kontinuität bewahrt werden, was maßgeblich auf das kontinuierliche und engagierte Wirken der Freiwilligen Feuerwehr Löderburg zurückzuführen ist. Aktuell prägen folgende Veranstaltungen das kulturelle Leben des Ortes:
- Osterfeuer im März oder April
- Nikolausfest im Dezember
- Martinstag Festumzug im November

### Naherholungsgebiete
Löderburg profitiert von einer vielfältigen Erholungslandschaft, die neben dem regional bedeutsamen Löderburger See auch ein Netz von Kleingartenanlagen umfasst. Diese Anlagen stellen für zahlreiche Einwohner der Gemeinde einen essenziellen Beitrag zur Freizeitgestaltung und zur Förderung des gemeinschaftlichen Lebens dar. Die Kleingärten bieten dabei nicht nur die Möglichkeit zur gärtnerischen Betätigung, sondern dienen auch als Orte der sozialen Interaktion und Entspannung im Grünen.

#### Kleingartenvereine
Die in Löderburg ansässigen Kleingartenvereine sind:
- Kleingartenverein „Am Friedhof“ e. V. Löderburg
- Kleingartenverein „Am Sportplatz“ e. V. Löderburg
- Kleingartenverein „Am Wasserturm“ e. V. Löderburg
- Kleingartenverein „Thiedamm + Laake“ e. V. Löderburg

## Politik

### Ortschaftsrat
- Die Linke: 1
- UBvS, WsGS u. Einzelbewerber: 4
- CDU: 3

Der Rat des Orts besteht in der 2024 begonnenen Legislaturperiode aus 8 Ratsmitgliedern. Es wurden nur 8 von 9 Sitzen vergeben.
| Partei/Bewerber       | Sitze |
| --------------------- | ----- |
| Die Linke             | 1     |
| WsGS                  | 1     |
| UBvS                  | 1     |
| CDU                   | 3     |
| Einzelbewerber Becker | 1     |
| Einzelbewerber Kauer  | 1     |

(Stand: Kommunalwahl am 9. Juni 2024)

### Bürgermeister
Die Amtsvorsteher bis 1932 und Bürgermeister  bis 2003 der ehemaligen Gemeinde Löderburg:
- 1650 bis 1673: Valentin Göring
- 1673 bis 1692: Andreas Westphal
- 1735 bis 1750: Otto Schröter
- 1860 bis 1872: Andreas Rühle
- 1873 bis 1883: Wilhelm Kurtz
- 1883 bis 1911: Andreas Christian Heyer
- 1911 bis 1919: August Lange
- 1919 bis 1919: August Müller
- 1919 bis 1924: Carl Lohe
- 1924 bis 1930: Otto Dolge
- 1930 bis 1932: Hermann Hoffmann
- 1933 bis 1945: Artur Becker
- 1945 bis 1947: Paul Jochens
- 1947 bis 1948: Ernst Bachmann
- 1948 bis 1950: Reinhold Günter
- 1950 bis 1956: Änne Sedlag
- 1956 bis 1958: Artur Altrogg
- 1958 bis 1959: Heinz Biermann
- 1959 bis 1962: Waldemar Wolters
- 1962 bis 1966: Günter Krüger
- 1966 bis 1988: Werner Danneberg
- 1988 bis 1990: Günter Kley
- 1990 bis 1994: Christian Neubauer
- 1994 bis 2002: Rolf Funda
- 2002 bis 2003: Dieter Pratsch

### Ortsbürgermeister
Seit der administrativen Zugehörigkeit zur Stadt Staßfurt, die am 28. Februar 2003 in Kraft trat, besitzt die Ortschaft Löderburg einen Ortsbürgermeister.
- 2003 bis 2019 Elvira Bartsch
- 2019 Christian Neubauer
- seit 2020 Danny Hempel[14]

### Wappen
Blasonierung: „In Rot ein gelber Mann mit gelber Kleidung, der in seiner rechten Hand drei Ähren und in der linken Hand einen Fisch hält.“ Das Wappen wurde 1994 vom Kommunalheraldiker Jörg Mantzsch gestaltet; neben Löderburg nutzen es auch Athensleben, Lust (Staßfurt) und Rothenförde, durch die frühere Gemeindezugehörigkeit.

#### Bedeutung des Wappens

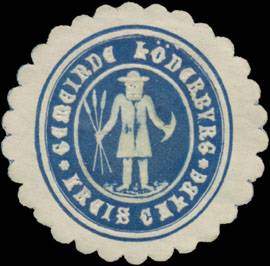
Siegelmarke Gemeinde Löderburg

Das Wappen von Löderburg enthält symbolische Elemente, die auf die historischen und geografischen Gegebenheiten des Ortes verweisen. Die dargestellten Ähren symbolisieren die landwirtschaftliche Prägung der Region, die sich insbesondere während der Gründerzeit durch einen Schwerpunkt auf den Getreideanbau auszeichnete. Diese Darstellung spiegelt somit die historische Bedeutung der Landwirtschaft für die wirtschaftliche Entwicklung Löderburgs wider. Der stilisierte Fisch im Wappen repräsentiert die Anglerseen, welche die Landschaft um Löderburg prägen und einen bemerkenswerten Fischbestand aufweisen. Dieses Element verdeutlicht die natürliche Ressource der Gewässer und deren Bedeutung für die Freizeitgestaltung und das ökologische Gleichgewicht der Umgebung.

### Untergeordnete Orts- und Gemeindeteile

#### Ortsteile
Die administrative Struktur Löderburgs umfasst die Ortsteile Neu Staßfurt und Schacht IV. Im Zuge der Eingemeindung nach Staßfurt wurden diese Ortsteile ebenfalls in die Verwaltung von Staßfurt überführt. Die politische Vertretung der Ortsteile obliegt jedoch dem Gemeinderat Löderburg, der spezifische lokale Belange und Interessen im Rahmen seiner Zuständigkeit wahrnimmt. Diese duale Struktur gewährleistet sowohl eine effiziente Einbindung in die übergeordnete Verwaltung als auch eine adäquate Berücksichtigung der lokalen Bedürfnisse.

#### Gemeindeteile

##### Löderburg-Thie

###### Geschichte
Der Gemeindeteil Thie, der seinen Namen vom historischen Volksversammlungsplatz „Thie“ ableitet, bildet den einzigen integralen Bestandteil der Gemeinde Löderburg. Die Verbindung des Thie mit der damaligen Gemeinde Löderburg erfolgte im Jahr 1877 mittels eines Damms, dessen Bezeichnung „Thiedamm“ bis heute erhalten geblieben ist, obwohl die physische Dammstruktur nicht mehr existiert. Vor der Eingliederung in Löderburg konstituierte sich der Thie als eigenständige Gemeinde mit eigener Verwaltung, einer Bildungseinrichtung, einer Versorgungseinrichtung für den täglichen Bedarf sowie einer Sportstätte. Der Thie diente als zentraler Ort für die Durchführung von Volksversammlungen, auf denen innerpolitische Entscheidungen der Bevölkerung getroffen wurden. Mit der Integration in die Gemeinde Löderburg kam es zu einer schrittweisen Reduzierung der öffentlichen Einrichtungen im Thie, deren Funktionen zunehmend auf den Kernort Löderburg verlagert wurden. Zeitgleich entwickelten sich in der Umgebung des Thie Braunkohletagebaue, deren Renaturierung heute zur Bildung von kleineren Anlegerseen geführt hat. Seit der Eingliederung wird der Thie offiziell als Gemeindeteil von Löderburg anerkannt.

###### Bedeutung des Thie´s für Löderburg
Der Thie, ursprünglich ein historischer Versammlungsort, entwickelte sich im Laufe der Zeit zu einer eigenständigen Gemeinde. Heute stellt der Thie einen bedeutenden Gemeindeteil von Löderburg dar. Zu den bemerkenswerten Einrichtungen des Thie gehören eine Sporthalle, die als multifunktionaler Veranstaltungsort dient, sowie mehrere malerische Anglerseen, die ein beliebtes Ziel für Freizeitaktivitäten darstellen.

### Wahlen und Wahllokale
Die Durchführung öffentlicher Wahlen in Löderburg erfolgt an den etablierten Wahllokalitäten Bürger- und Schützenhaus Löderburg sowie der Grundschule Löderburg. Aufgrund der Eingemeindung Löderburgs nach Staßfurt entfällt die Notwendigkeit einer gesonderten Bürgermeisterwahl. Dennoch wird die lokale Interessenvertretung durch einen gewählten Ortsbürgermeister gewährleistet. Die Wahlbeteiligung bei der Kommunalwahl 2024 in Löderburg betrug 58,25 %, was ein Indikator für das bürgerschaftliche Engagement in der Gemeinde ist.

## Sport

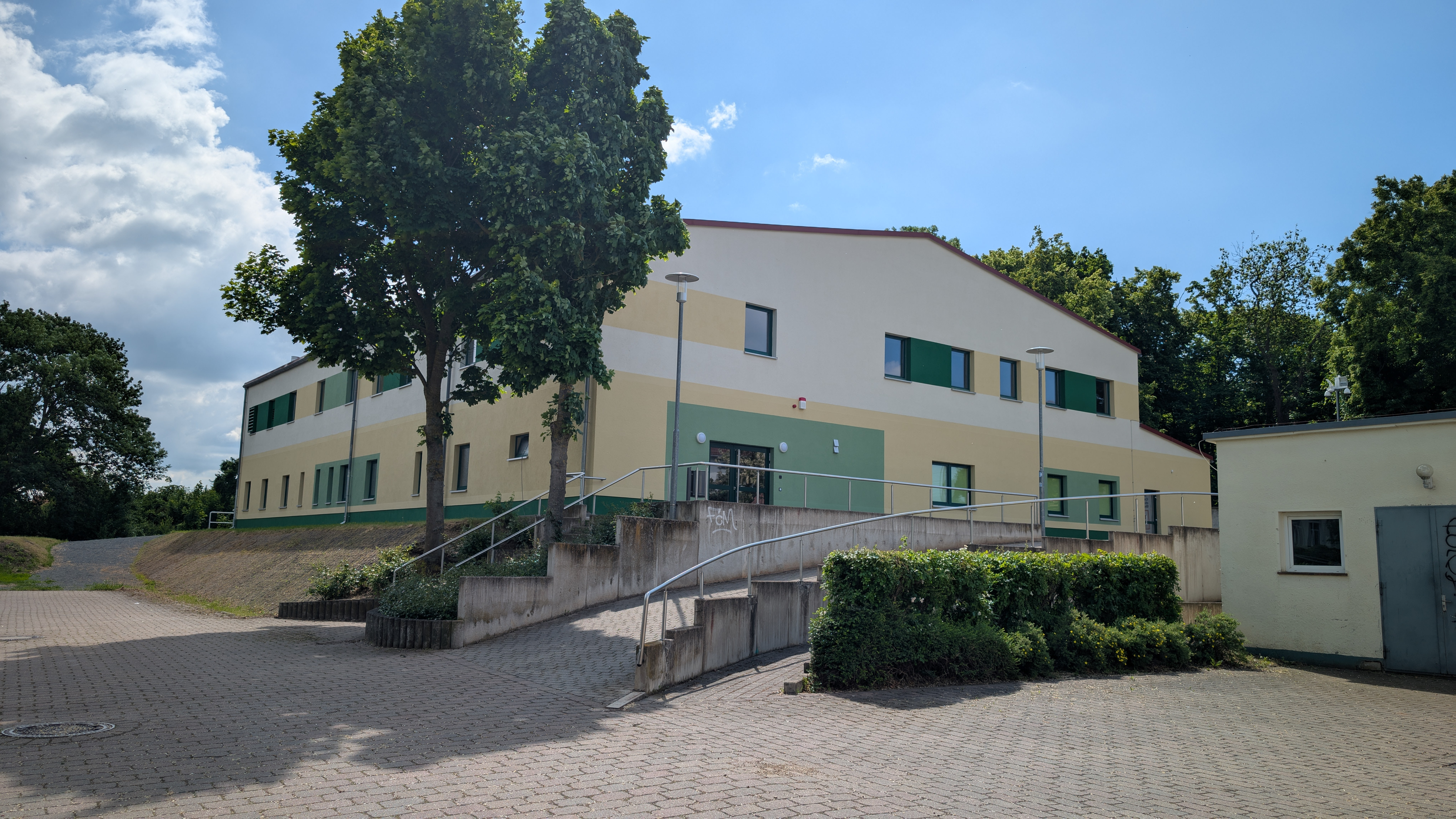
Sporthalle von Löderburg nach der Sanierung

### Sportliche Aktivitäten in Löderburg
Seit 1988 etabliert sich der Gänsefurther Schlossbrunnen-Triathlon als jährliches sportliches Großereignis, das von der Gänsefurther Sport Bewegung e. V. am Löderburger See ausgerichtet wird. Die Veranstaltung umfasst sowohl einen Schülertriathlon als auch einen Fitness- und Staffelwettbewerb und erfreut sich großer regionaler Beliebtheit. Ergänzend dazu organisiert der Jugendclub Löderburg während der Sommerferien einen Kindersportwettstreit, der darauf abzielt, die sportliche Aktivität junger Menschen in der Region zu fördern.

### Sportvereine

#### SV Bode 90 Löderburg
Der SV Bode 90 Löderburg ist ein im Jahr 1990 gegründeter regionaler Sportverein, der sich durch ein breites Spektrum an sportlichen Aktivitäten auszeichnet. Die Fußballabteilung, FC Bode 90 Löderburg, nimmt ausschließlich an Wettbewerben der Kreisliga teil und agiert unter dem Dach des Kreisverbandes Salzland im Salzlandkreis. Die bisherigen sportlichen Leistungen der Fußballabteilung können als solide und regional angemessen bewertet werden. Darüber hinaus bereichert eine Tischtennisabteilung auf Kreisliga-Niveau das Vereinsangebot.

#### Weitere Sportvereine
Die in Löderburg bestehenden Sportvereine neben dem FC Bode 90 Löderburg sind:
- 1. Schützengilde Löderburg 1922 e. V.
- Sportfischerverein e. V. Löderburg/Hecklingen
- Tischtennisverein des SV Bode 90 Löderburg
- Marineclub Löderburg e. V. / Seesportzentrum Löderburger See

### Sportstätten
Die sportliche Infrastruktur Löderburgs ist vielfältig und gut ausgestattet, um sowohl den Schul- als auch den Vereinssport zu unterstützen. Zu den zentralen Einrichtungen gehört der Sportplatz Karlstraße, der für verschiedene Outdoor-Sportarten genutzt wird. Des Weiteren steht eine Sporthalle am Löderburger Thie zur Verfügung, die ebenfalls dem breiten Spektrum sportlicher Aktivitäten dient. Eine bedeutende Bereicherung stellt die jüngst wiedereröffnete große Sporthalle in der Ortsmitte dar. Diese Halle war zuvor wegen Baumängeln geschlossen, ist nun aber wieder vollständig nutzbar und bildet einen wichtigen Anlaufpunkt für den Schulsport sowie den Vereinssport in Löderburg.

## Ereignisse
Löderburg war in den Jahren 2012 und 2024 von signifikanten Hochwasserereignissen betroffen, wobei insbesondere die in tiefer gelegenen Arealen entlang der Bode befindlichen Wohn- und Gewerbeimmobilien betroffen waren. Als Reaktion auf diese wiederkehrenden Naturereignisse wurden im Jahr 2016 umfassende Hochwasserschutzmaßnahmen initiiert, deren Realisierung derzeit in der Planungs- und Umsetzungsphase befindlich ist. Ziel dieser Maßnahmen ist es, die Vulnerabilität des Ortes gegenüber zukünftigen Hochwasserereignissen substanziell zu reduzieren und langfristig die Sicherheit der Bewohner und die Integrität der Infrastruktur zu gewährleisten.

## Persönlichkeiten

### Söhne und Töchter der Gemeinde
- Ferdinand Friedrich August Klusemann (1822–1878), Zivilingenieur und Unternehmer
- Anne Johanne Emma Ilse Hoffmeister (1892–1968), Kunstgewerbelehrerin
- Joachim Müller (* 1942), Ornithologe und Biologe
- René Zok (* 1967), Oberbürgermeister der Stadt Staßfurt von 2008 bis 2015 und seit 2022.

### Persönlichkeiten, die mit der Gemeinde in Verbindung stehen
- Alexander von Boremsky (* 1856 in Ziegenhals; † 4. August 1899), Gründer der Freiwilligen Feuerwehr Löderburg

## Religion

### Religiöse Einrichtungen

#### Christentum
Zur evangelischen St. Jakobigemeinde gehört die gleichnamige Kirche am Kirchplatz, welche 1866 eingeweiht wurde. Das zuständige Pfarramt befindet sich in Förderstedt. Die Kirche gehört zum Kirchenkreis Egeln im Propstsprengel Stendal-Magdeburg der Evangelischen Kirche in Mitteldeutschland.
Die katholische Kirche St. Josef, welche an der Gänsefurther Straße liegt, wurde 1902 nach Plänen von Arnold Güldenpfennig erbaut, da sich zu dieser Zeit, ausgelöst durch den Arbeitskräftebedarf im Bergbau und in der Landwirtschaft, wieder Katholiken im mit Einführung der Reformation evangelisch gewordenen Löderburg niedergelassen hatten. Die Kirche wurde im Jahre 2011 dauerhaft geschlossen und kam in Privatbesitz.
Die Friedhofskapelle, welche sich im Friedhofspark des Löderburger Friedhofs befindet, wird als Verabschiedungseinrichtung und Gedenkzentrum Verstorbener genutzt.

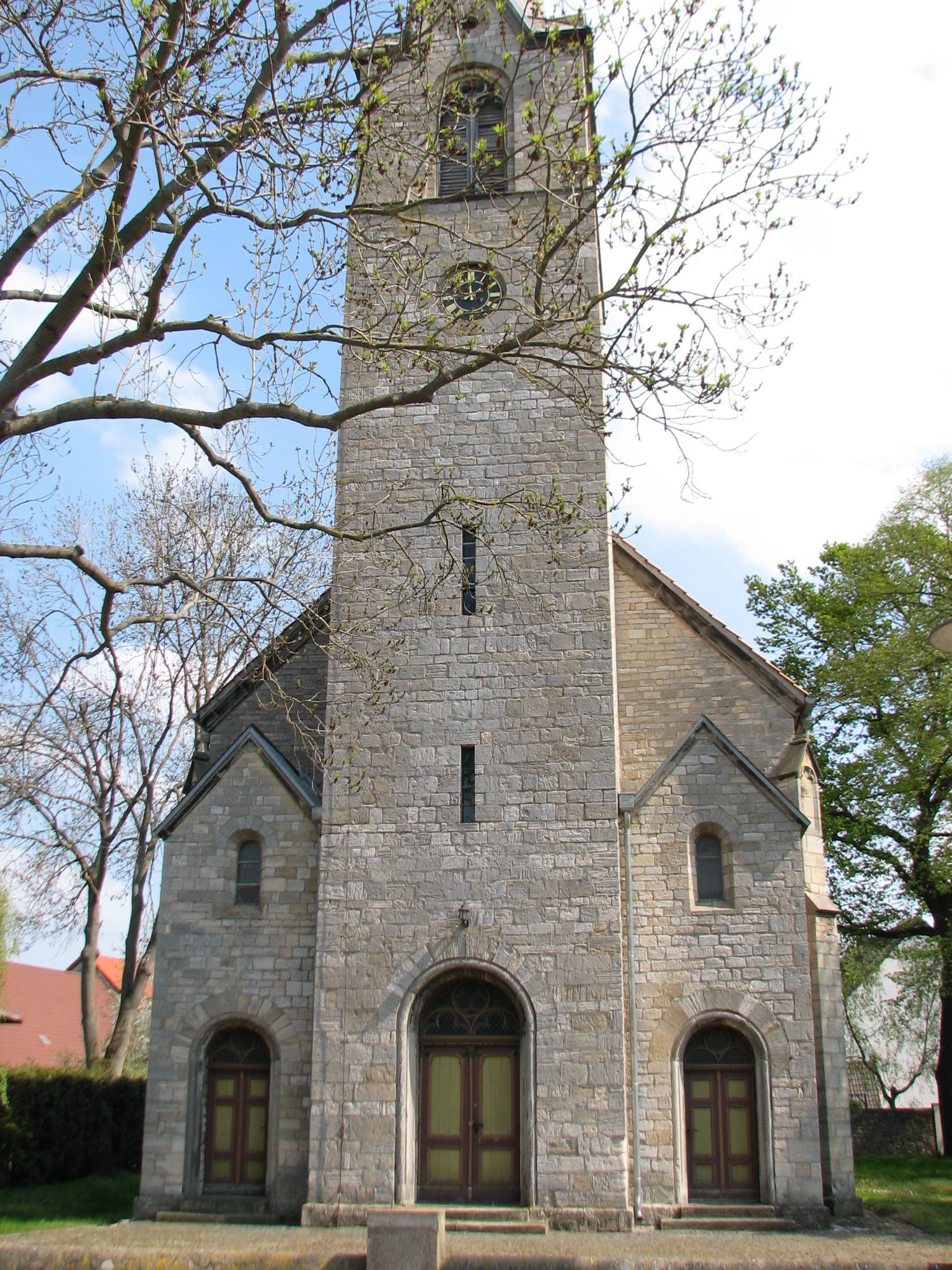
Evangelische Kirche Löderburg
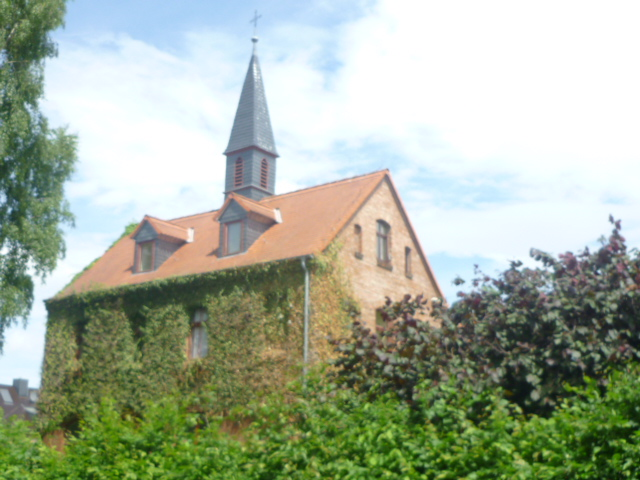
Ehemalige katholische Kirche Löderburg
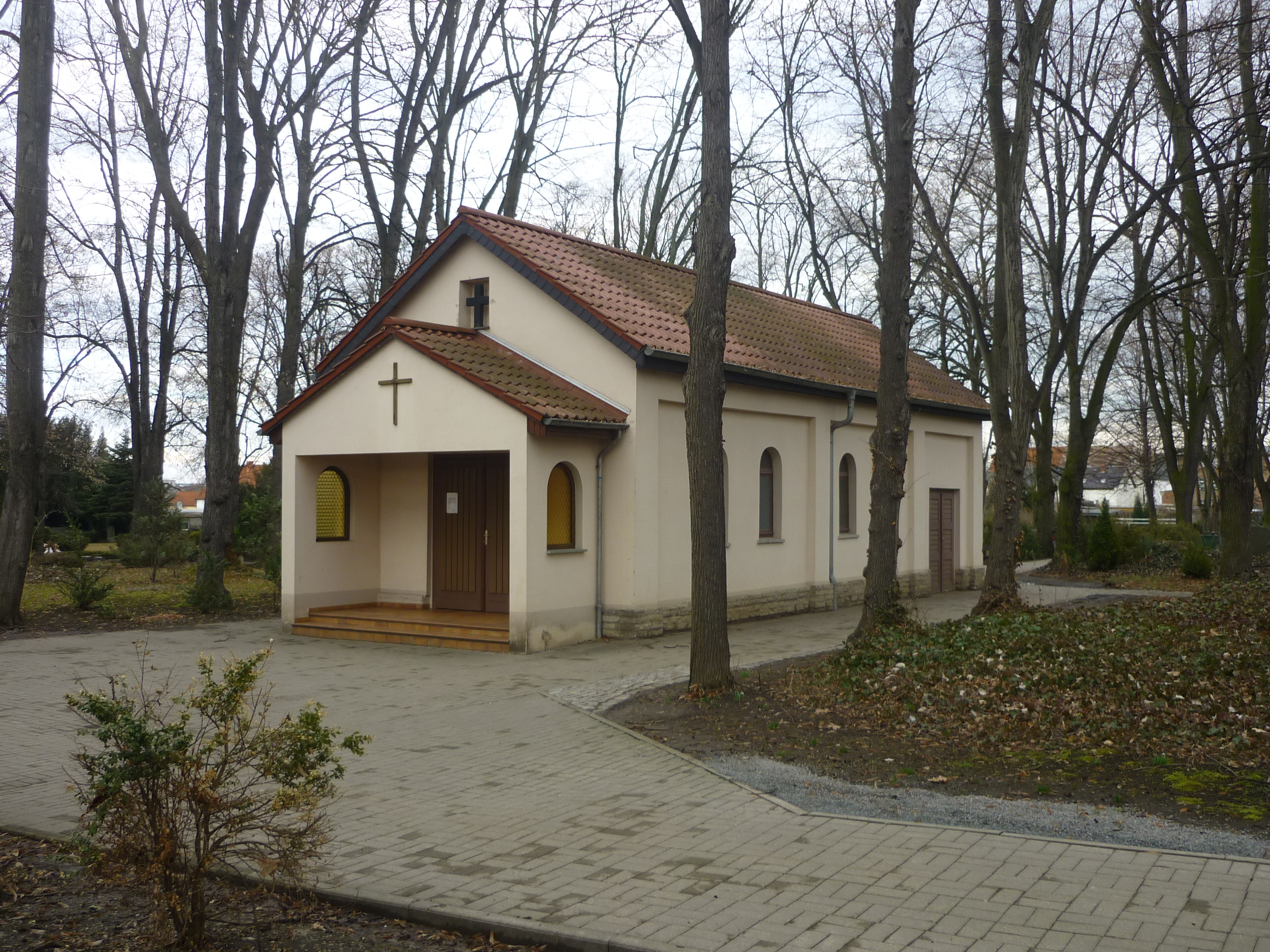
Friedhofskapelle Löderburg

Weitere Kirchengemeinden befinden sich in Staßfurt und den zu Staßfurt eingemeindeten Ortsteilen.